# 1989 dans les parcs de loisirs
| Années des parcs de loisirs : 1986 - 1987 - 1988 - 1989 - 1990 - 1991 - 1992    |
| Décennies des parcs de loisirs : 1950 - 1960 - 1970 - 1980 - 1990 - 2000 - 2010 |

## Parcs d'attractions

### Ouverture
- Parc Astérix ( France) ouvert au public le 30 avril.
- Disney-MGM Studios ( États-Unis) Aujourd'hui connu sous le nom Disney's Hollywood Studios ouvert au public le 1er mai.
- Big Bang Schtroumpf ( France) Aujourd'hui connu sous le nom Walygator Parc ouvert au public le 9 mai.
- Swiss Vapeur Parc ( Suisse) ouvert au public le 6 juin.
- Festyland ( France) ouvert au public le 11 juin.
- La Récré des 3 Curés ( France) ouvert au public le 11 juin.
- Parc Upper Clements ( Canada) ouvert au public le 26 juin.
- Lotte World ( Corée du Sud) ouvert au public le 12 juillet.
- Parc océanique Cousteau ( France) ouvert au public en juillet.
- Planète magique ( France) ouvert au public le 20 décembre.
- Le grand parcours du Puy du Fou ( France) Aujourd'hui connu sous le nom de Grand parc du Puy du Fou[1]

### Fermeture
- Crystal Beach Park (en) ( Canada)

### Changement de nom
- Avenir Land devient Walibi Rhône-Alpes ( France)

## Événements
- Espagne. Le projet du futur Port Aventura est proposé officiellement par Anheuser-Busch[2]. Un décret de la généralité de Catalogne daté du 23 juin 1989 approuve son installation. Le 30 octobre 1989, un arrêt de la Cour suprême accorde l'indépendance administrative de Salou et Vila-seca qui deviennent chacun une commune[3].
- Mai
- 6 mai - ( États-Unis) Ouverture au public de Magnum XL-200, à Cedar Point ; le premier modèle d'hyper montagnes russes au monde[4].

## Parcs aquatiques

### Ouverture
- Aquaboulevard ( France) ouvert au public en mai.
- Océade de Rouen ( France)
- Disney's Typhoon Lagoon ( États-Unis) ouvert au public le 1er juin.
- Splashdown ( États-Unis) - Aujourd'hui connu sous le nom Sandcastle Waterpark ouvert au public en juin.

## Attractions
Ces listes sont non exhaustives.

### Montagnes russes

#### Délocalisations
| Nom             | Type / Modèle                   | Constructeur            | Parc                             | Pays           | Anciennement                                       |
| --------------- | ------------------------------- | ----------------------- | -------------------------------- | -------------- | -------------------------------------------------- |
| Chaos           | Assises en intérieur / Illusion | Vekoma                  | Opryland USA                     | États-Unis     | Chaos à Old Indiana Fun-n-Water Park               |
| Golden Loop     | Navette                         | Anton Schwarzkopf       | Gold Reef City                   | Afrique du Sud | White Lightnin à Carowinds                         |
| Marienkäferbahn | Junior / Tivoli                 | Zierer                  | Freizeit-Land Geiselwind         | Allemagne      | Marienkäferbahn à Neue Traumland                   |
| Missile         | Navette / Boomerang             | Vekoma                  | American Adventure               | Royaume-Uni    | Coca-Cola Roller au Glasgow Garden Festival        |
| Ninja           | Assises                         | Vekoma / Arrow Dynamics | Six Flags Over Mid-America       | États-Unis     | Scream Machine à l'Exposition spécialisée de 1986  |
| Rolling Thunder | Bobsleigh / Swiss Bob           | Intamin / Giovanola     | Six Flags Great America          | États-Unis     | Sarajevo Bobsled à Six Flags Great Adventure       |
| Serpent         | Assises / Galaxi                | S.D.C.                  | LeSourdville Lake Amusement Park | États-Unis     | Galaxy à Noble Park Funland                        |
| Thunder Express | Train de la mine hybride        | Arrow Dynamics          | Dollywood                        | États-Unis     | River King Mine Train à Six Flags Over Mid-America |
| Tower of Terror | Assises / Silverarrow           | Anton Schwarzkopf       | Camelot Theme Park               | Royaume-Uni    | Looping Star à Ocean Beach Amusement Park          |
| Ultra Twister   | Assises                         | Togo                    | Rusutsu Resort                   | Japon          | Ultra Twister à World Food Festival                |
| Viper           | Assises / Looping Star          | Anton Schwarzkopf       | Six Flags Astroworld             | États-Unis     | Jet Scream à Six Flags St. Louis                   |

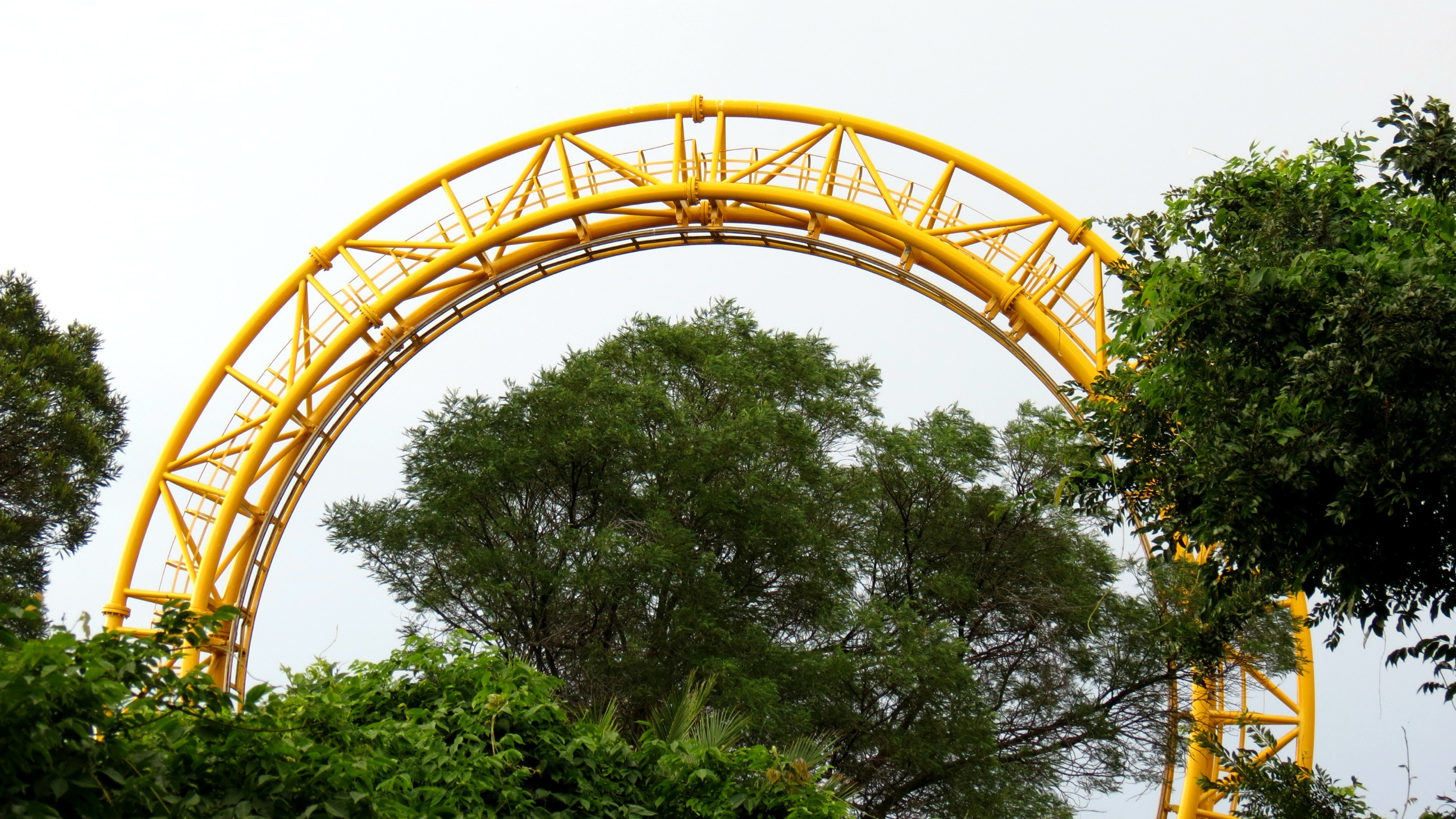
Golden Loop à Gold Reef City
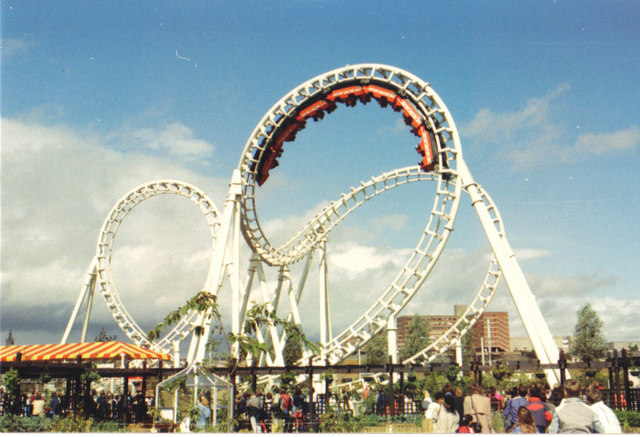
Missile à American Adventure
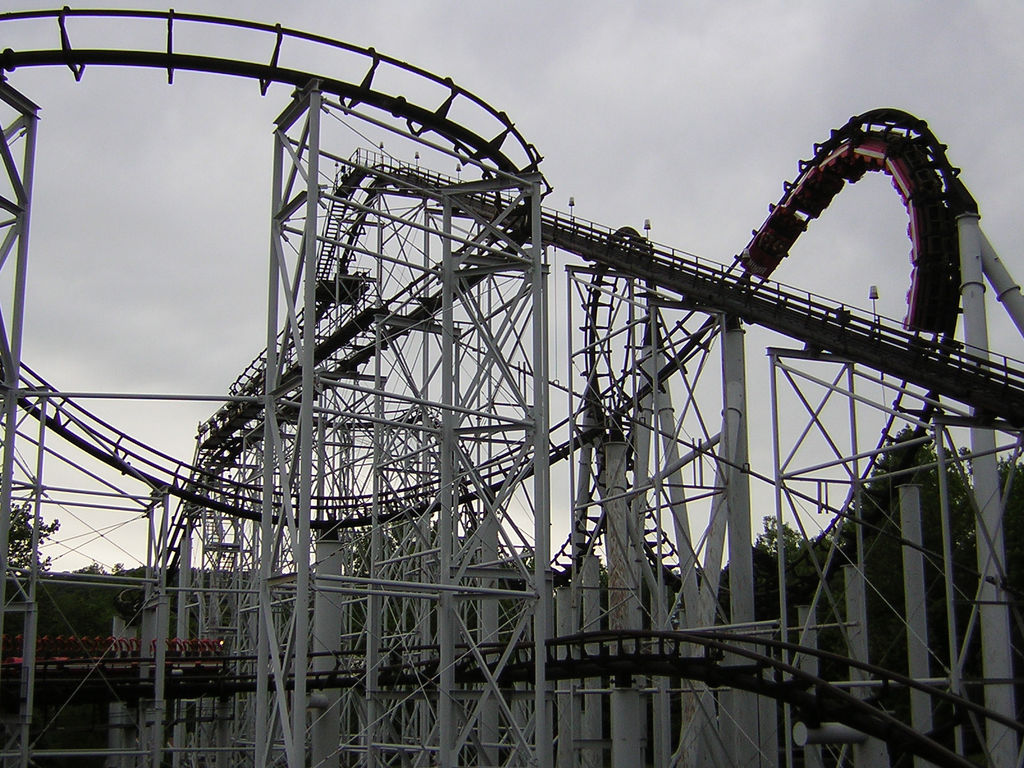
Ninja à Six Flags Over Mid-America
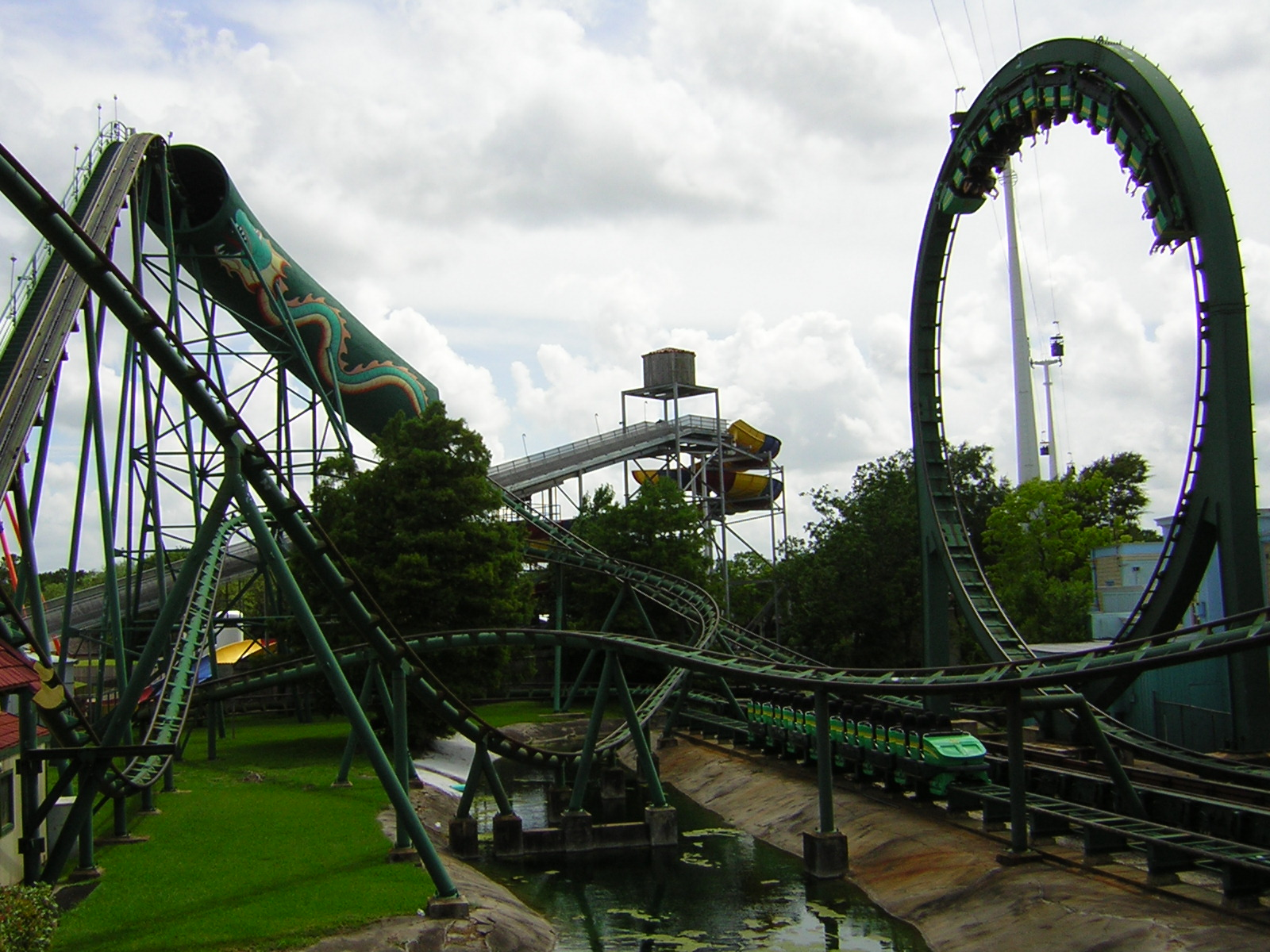
Viper à Six Flags Astroworld

#### Nouveautés
| Nom                                                           | Type / Modèle                    | Constructeur      | Parc                            | Pays         |
| ------------------------------------------------------------- | -------------------------------- | ----------------- | ------------------------------- | ------------ |
| Achterbahn                                                    | Junior / Vekoma Junior Coaster   | Vekoma            | Rasti-Land                      | Allemagne    |
| Anaconda                                                      | Bois                             | William Cobb      | Big Bang Schtroumpf             | France       |
| Black Hole                                                    | Assises en intérieur / Hell Dive | Zierer            | Neue Traumland                  | Allemagne    |
| Comet Space Devenu Waly Coaster en 2008 et Comet en 2014.     | Assises                          | Vekoma            | Big Bang Schtroumpf             | France       |
| Eurosat                                                       | Assises en intérieur             | Mack Rides        | Europa-Park                     | Allemagne    |
| Excalibur                                                     | Montagnes russes hybrides        | Arrow             | Valleyfair                      | États-Unis   |
| Flashback!                                                    | Navette / Boomerang              | Vekoma            | Six Flags Over Texas            | États-Unis   |
| French Revolution                                             | Assises en intérieur             | Vekoma            | Lotte World                     | Corée du Sud |
| Goudurix                                                      | Assises                          | Vekoma            | Parc Astérix                    | France       |
| Grand Huit                                                    | Assises / Galaxi                 | S.D.C.            | Mirapolis                       | France       |
| Great American Scream Machine                                 | Assises                          | Arrow             | Six Flags Great Adventure       | États-Unis   |
| Hercules                                                      | Bois                             | Dinn Corporation  | Dorney Park & Wildwater Kingdom | États-Unis   |
| Himalayabahn                                                  | Assises / Wildcat                | Anton Schwarzkopf | Schwaben Park                   | Allemagne    |
| Idän Pikajuna                                                 | E-Powered / Blauer Enzian        | Mack Rides        | Tykkimäki                       | Finlande     |
| Kometen Devenu Slangen en 1999.                               | Assises / Comet                  | Zierer            | Jardins de Tivoli               | Danemark     |
| La Ronde des Rondins                                          | Junior                           | Zierer            | Parc Astérix                    | France       |
| Magnum XL-200                                                 | Hyper montagnes russes           | Arrow             | Cedar Point                     | États-Unis   |
| Revolution Devenu (R)evolution en 2008 et Mount Mara en 2016. | Assises en intérieur / Illusion  | Vekoma            | Bobbejaanland                   | Belgique     |
| Roller Devenu Coaster en 2006 et Halvar the Ride en 2014.     | Assises                          | Vekoma            | TéléCoo                         | Belgique     |
| Storm                                                         | Junior / RC40                    | Pinfari           | Botton's Pleasure Beach         | Royaume-Uni  |
| Timber Wolf                                                   | Bois                             | Dinn Corporation  | Worlds of Fun                   | États-Unis   |
| Tree Topper Devenu Roller Coaster en 2009.                    | Bois                             | William Cobb      | Parc Upper Clements             | Canada       |
| Treetops Rollercoaster                                        | Junior / Tivoli                  | Zierer            | Oakwood Theme Park              | Royaume-Uni  |

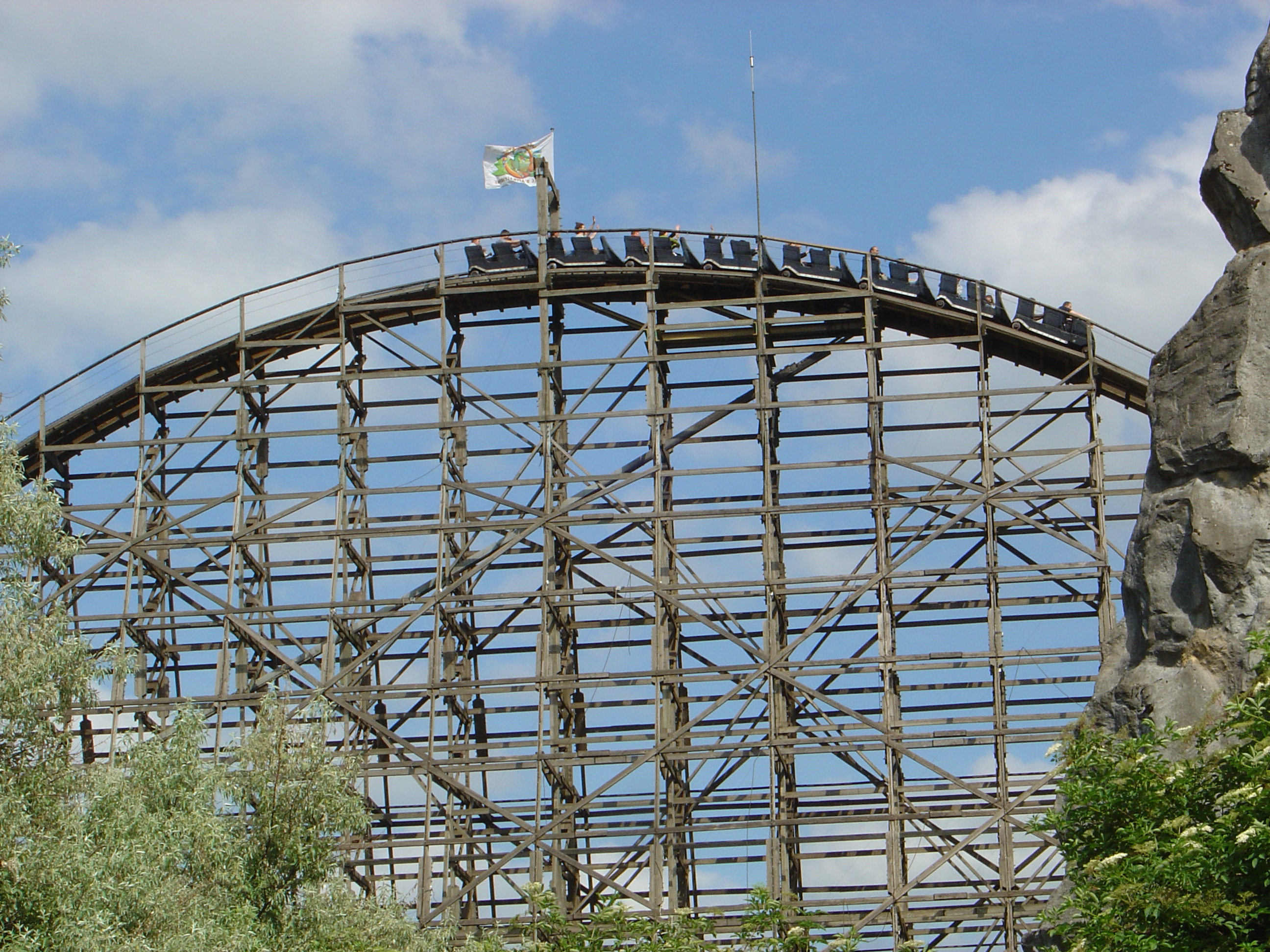
Anaconda à Big Bang Schtroumpf
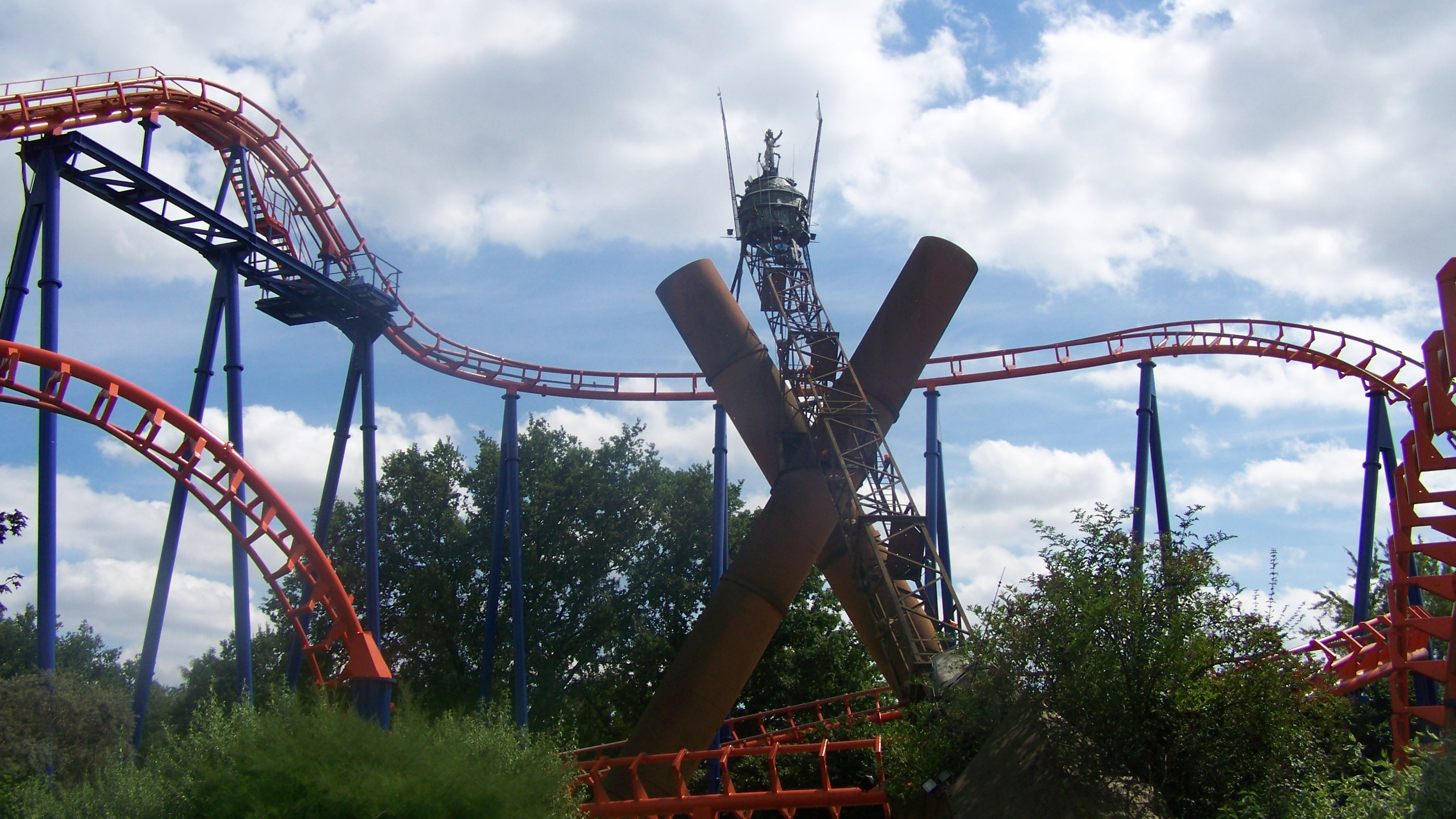
Comet Space à Big Bang Schtroumpf
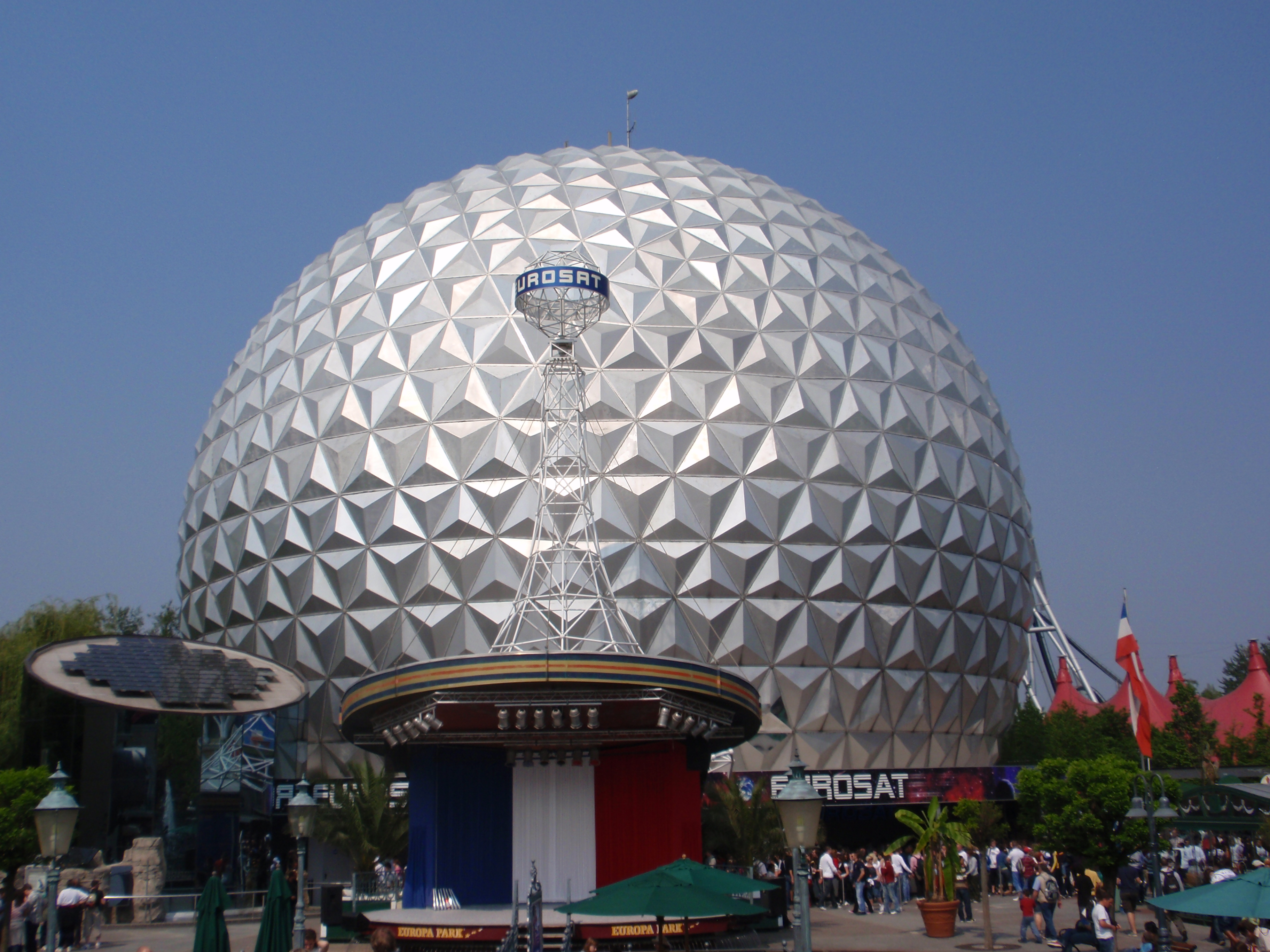
Eurosat à Europa-Park
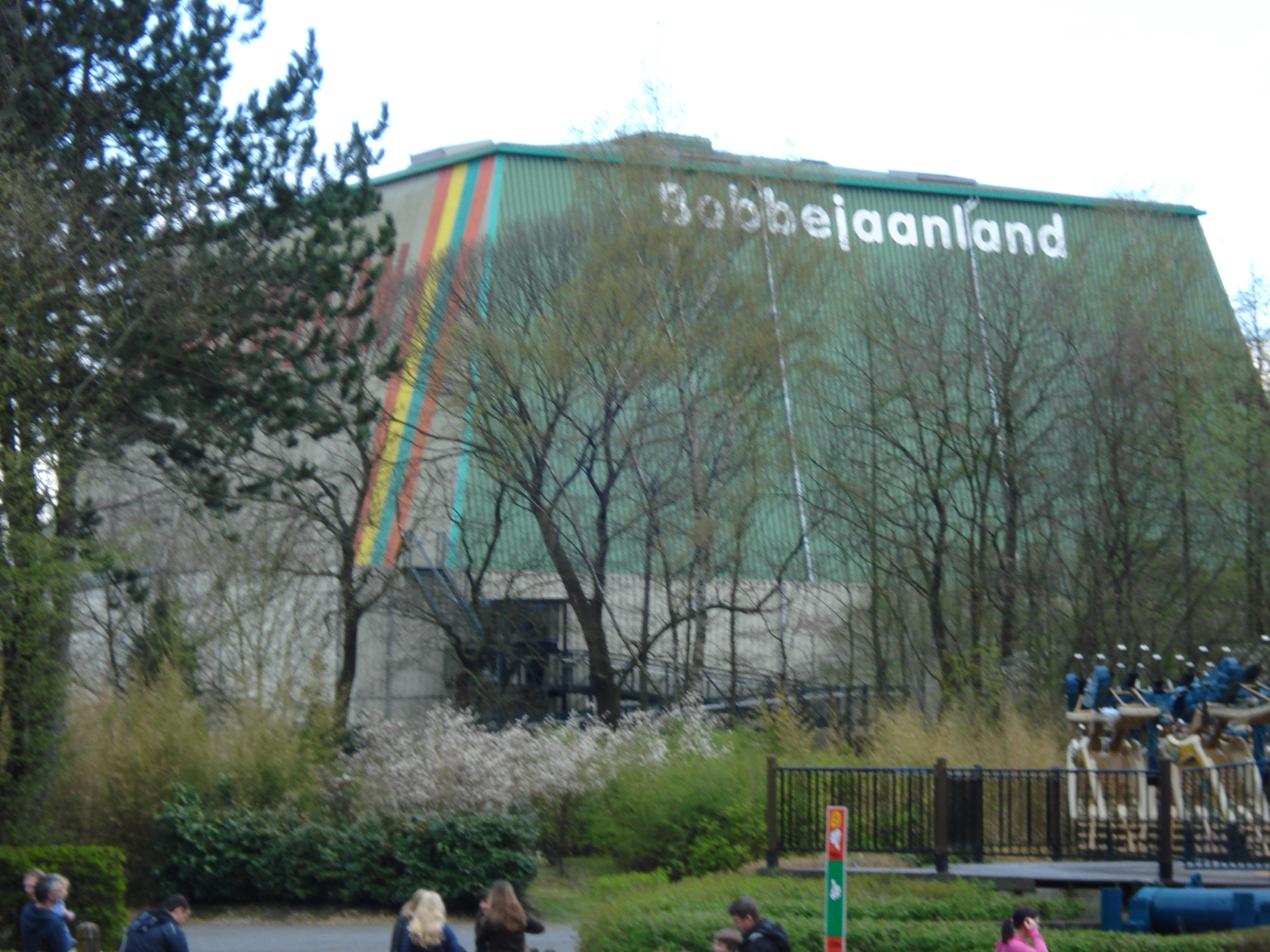
Revolution à Bobbejaanland
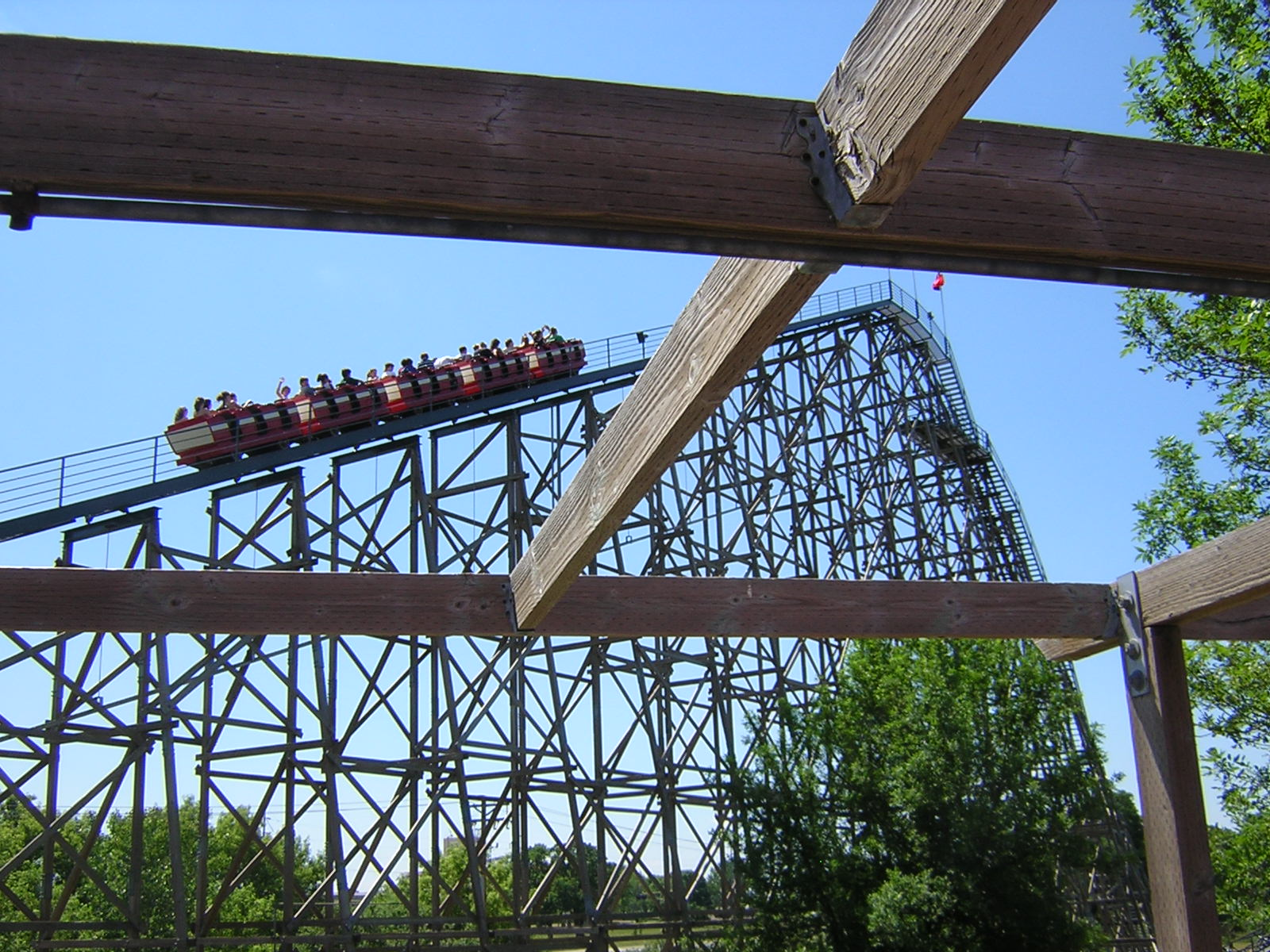
Excalibur à Valleyfair
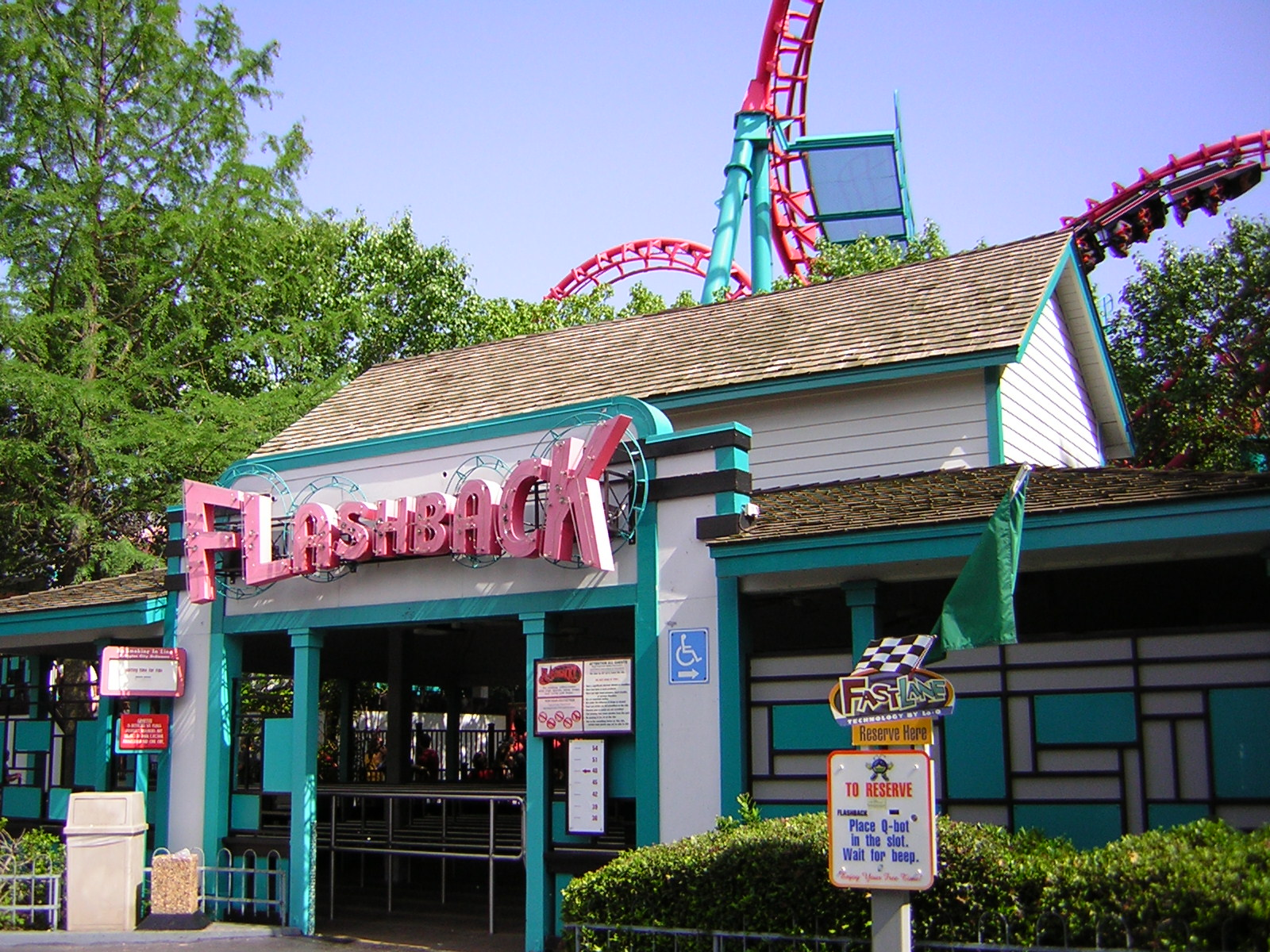
Flashback! à Six Flags Over Texas
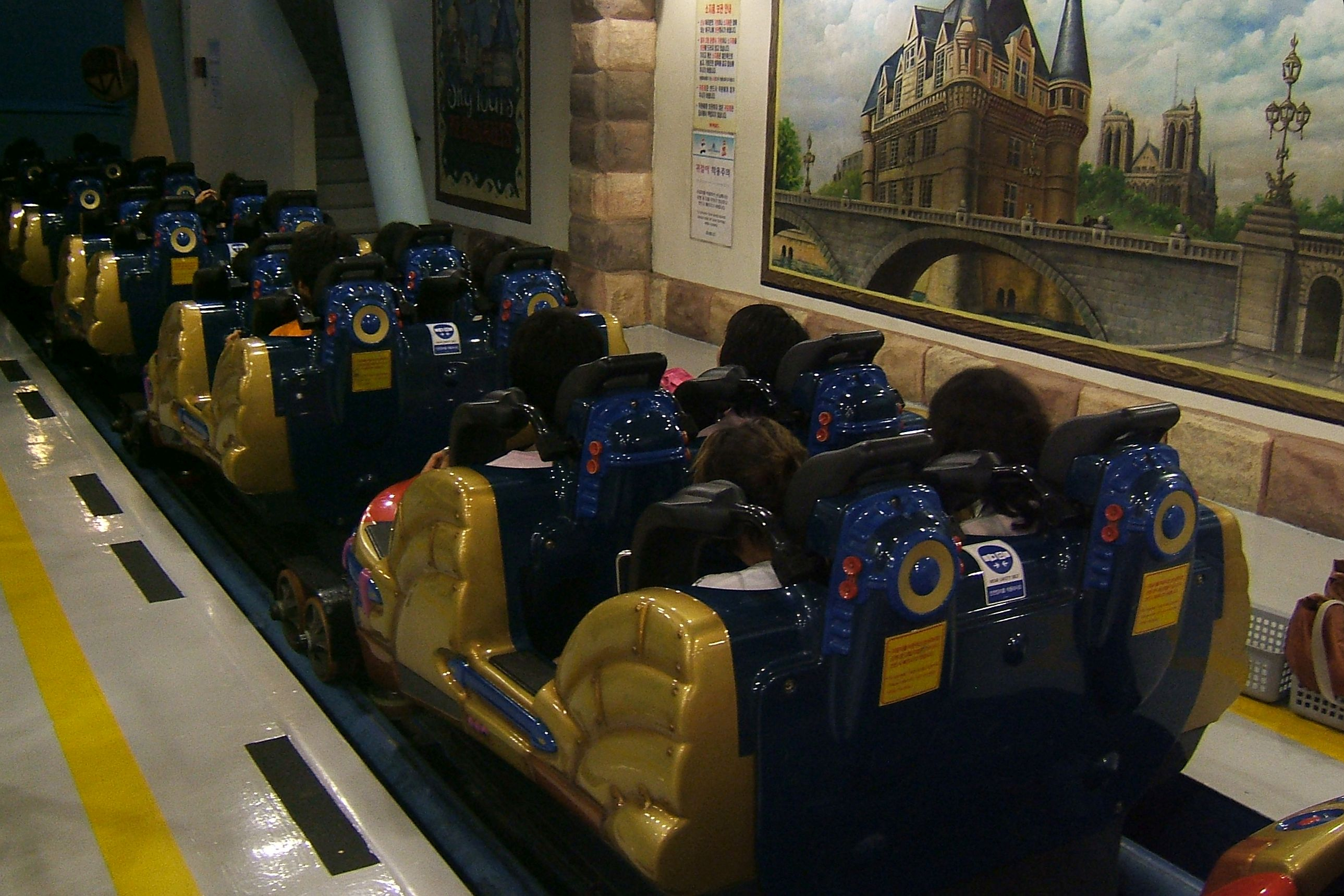
French Revolution à Lotte World
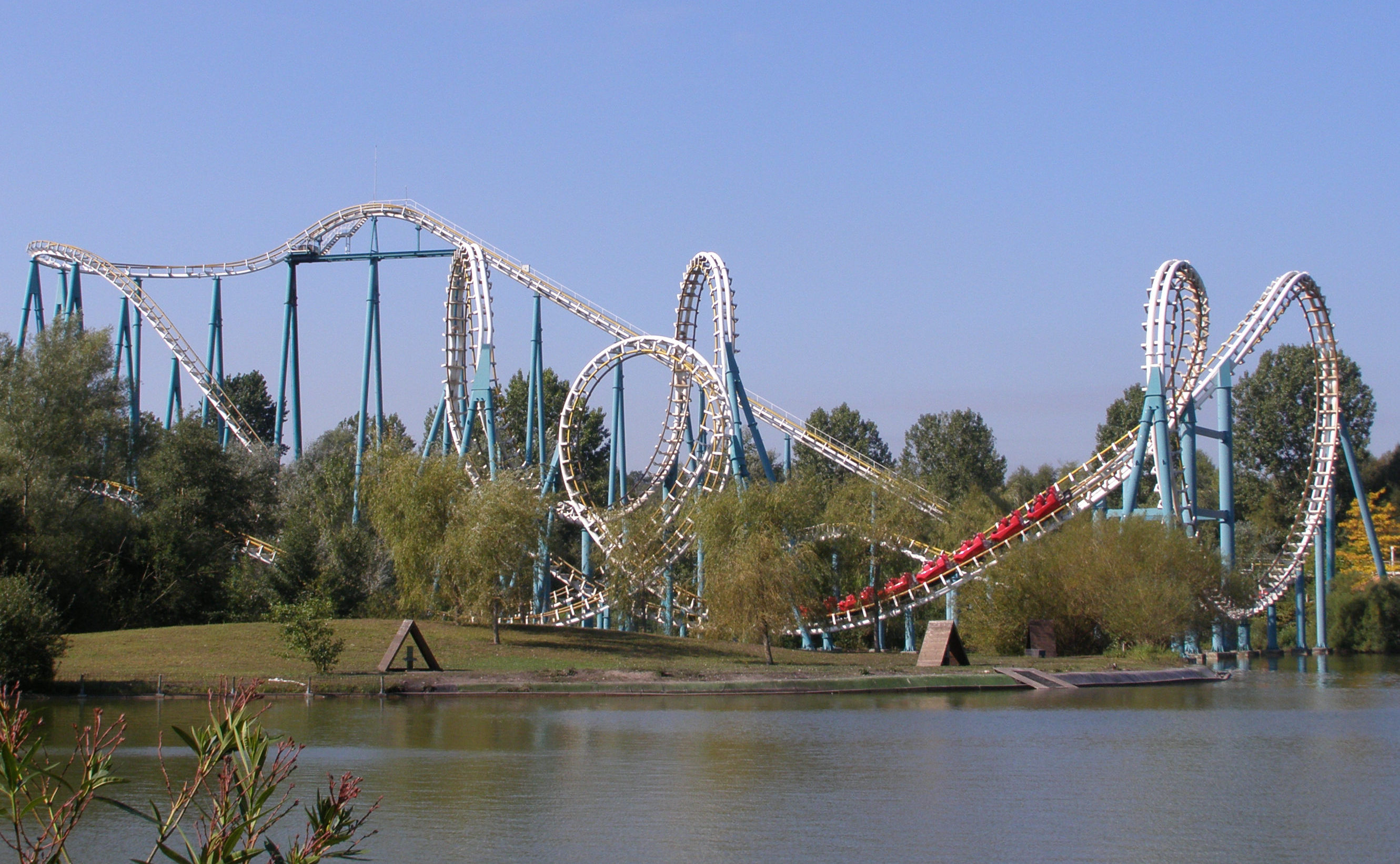
Goudurix au parc Astérix
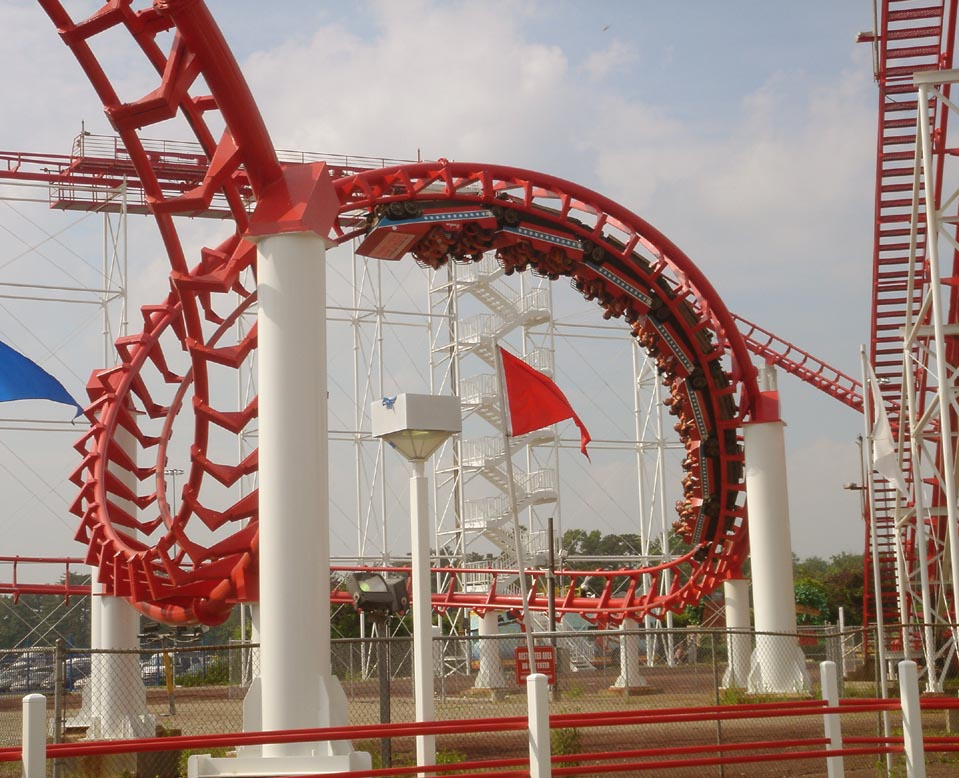
Great American Scream Machine à Six Flags Great Adventure
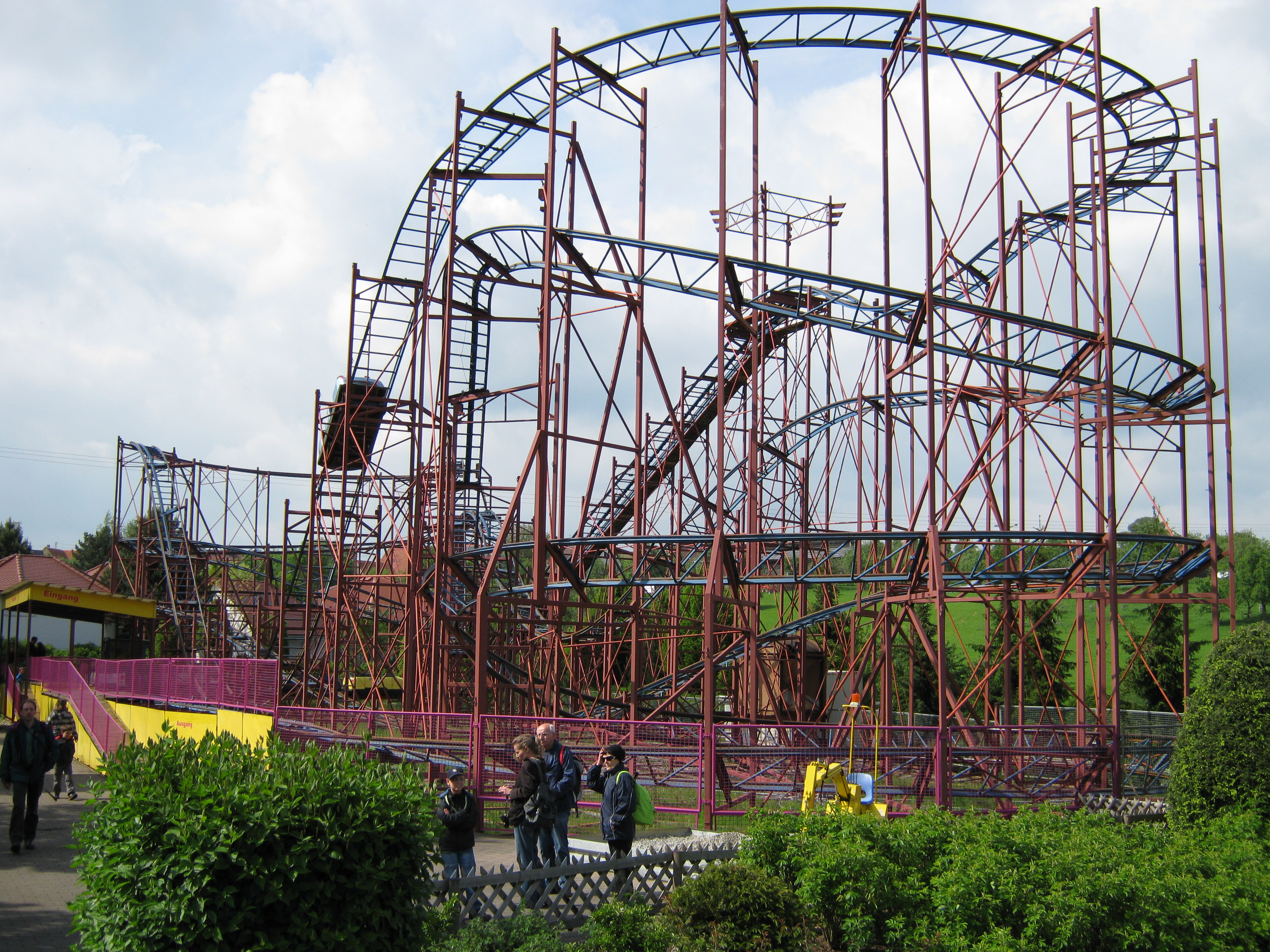
Himalayabahn à Schwaben Park
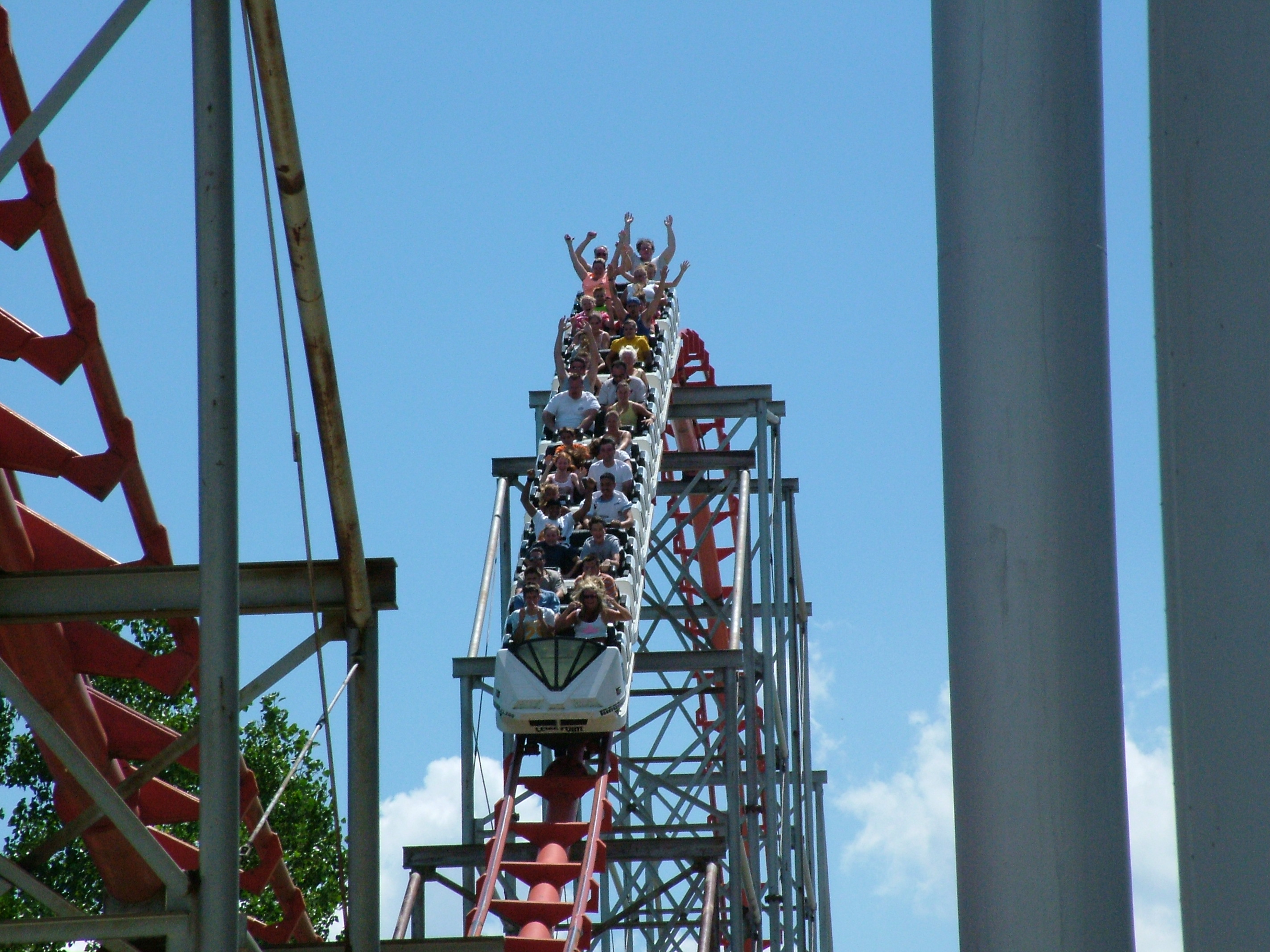
Magnum XL-200 à Cedar Point
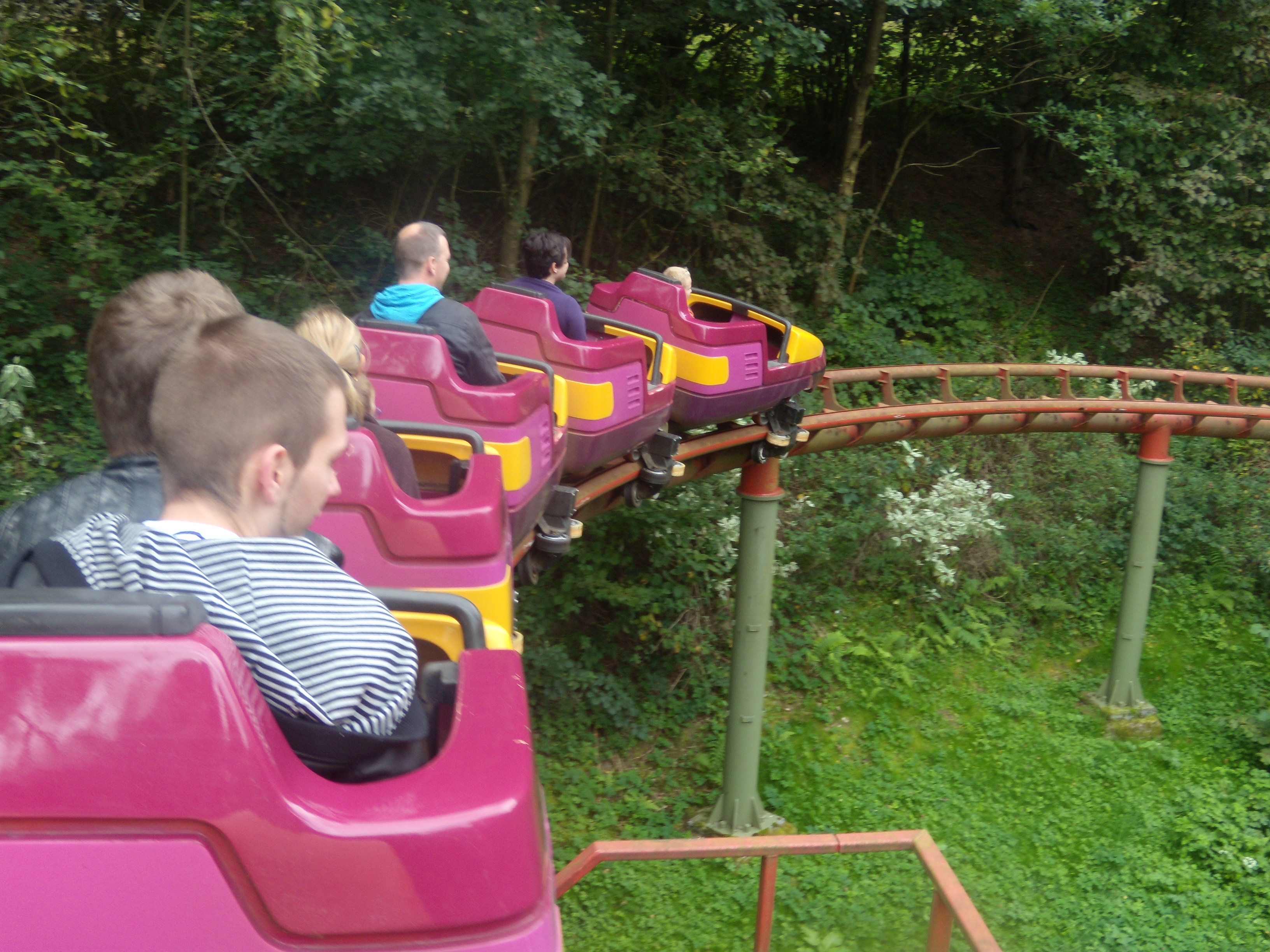
Roller à TéléCoo
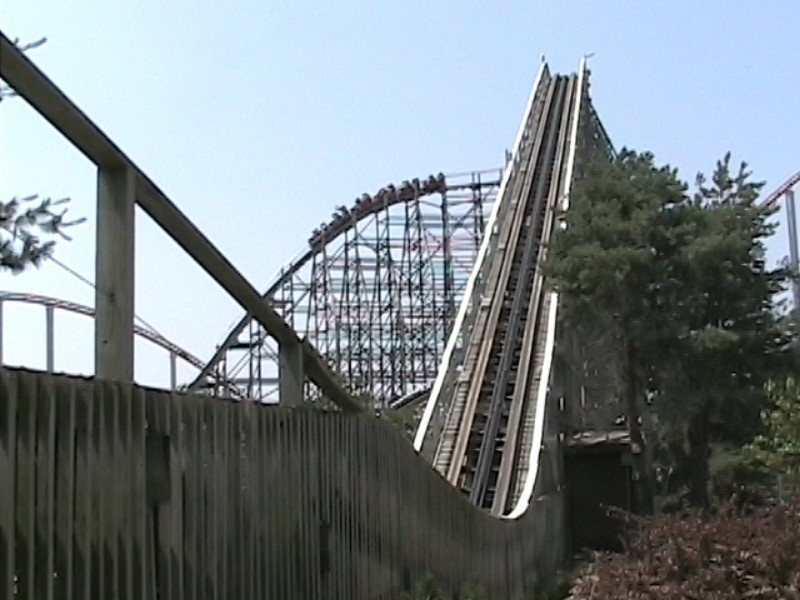
Timber Wolf à Worlds of Fun
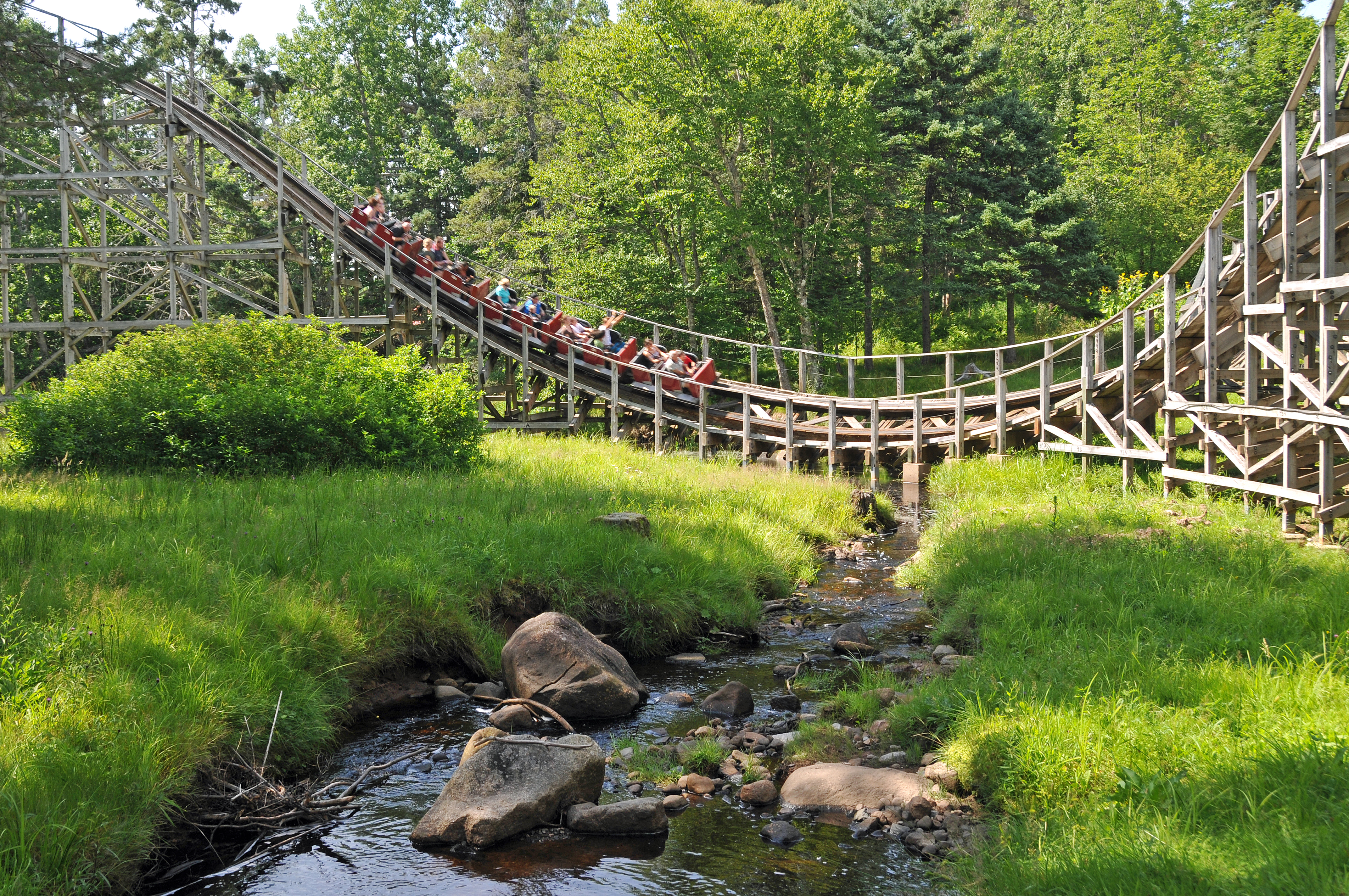
Tree Topper au parc Upper Clements

### Autres attractions
| Nom                                                      | Type / Modèle                | Constructeur             | Parc                               | Pays        |
| -------------------------------------------------------- | ---------------------------- | ------------------------ | ---------------------------------- | ----------- |
| La Balade d'Astérix Devenu Épidemaïs Croisières en 1999. | Tow boat ride                | Intamin                  | Parc Astérix                       | France      |
| Big chute                                                | Toboggan aquatique           | Van Egdom                | Bellewaerde                        | Belgique    |
| Le Tapis Volant Devenu Le Cheval de Troie en 1994.       | Tapis volant                 | Zierer                   | Parc Astérix                       | France      |
| Delta Dreamflight                                        | Parcours scénique            | Walt Disney Imagineering | Magic Kingdom                      | États-Unis  |
| Disco Round                                              | attraction familiale         |                          | Hollywood & Safaripark Stukenbrock | Allemagne   |
| Embarcadère Devenu Waly boat.                            | Tow boat ride                | Mack Rides               | Big Bang Schtroumpf                | France      |
| Galion maudit                                            | Bateau à bascule             | Huss Rides               | Walibi Rhône-Alpes                 | France      |
| Grand Splatch                                            | Shoot the Chute / Spillwater | Intamin                  | Parc Astérix                       | France      |
| Grizzly Run                                              | Rivière rapide en bouées     | Intamin                  | Geauga Lake                        | États-Unis  |
| Grizzly Run                                              | Rivière rapide en bouées     | Intamin                  | Darien Fun Country                 | États-Unis  |
| Ikarus                                                   | Condor                       | Huss Rides               | Gardaland                          | Italie      |
| La Descente du Styx Devenu Romus et Rapidus en 2008.     | River Rapids Ride            | Intamin                  | Parc Astérix                       | France      |
| La Galère                                                | Bateau à bascule             | Zamperla                 | Parc Astérix                       | France      |
| La Rivière canadienne                                    | Bûches                       | Mack Rides               | Nigloland                          | France      |
| Logger's Leap                                            | Bûches                       | Mack Rides               | Thorpe Park                        | Royaume-Uni |
| Maestro                                                  | Carrousel                    | Zamperla                 | Big Bang Schtroumpf                | France      |
| Odisséa Devenu Rafting.                                  | River Rapids Ride            | Alsthom                  | Big Bang Schtroumpf                | France      |
| Octopus                                                  | Pieuvre                      | Huss Rides               | Boudewijnpark                      | Belgique    |
| Pirat                                                    | Bateau à bascule             | Huss Rides               | Fort Fun Abenteuerland             | Allemagne   |
| Peter Pan                                                | Music Express                | Mack Rides               | Bellewaerde                        | Belgique    |
| Radja River                                              | River Rapids Ride            | Intamin                  | Walibi Rhône-Alpes                 | France      |
| Riesenrad                                                | Grande roue                  | Vekoma                   | Kulturpark Plänterwald             | Allemagne   |
| Rotor                                                    | Condor                       | Huss Rides               | Parque de Atracciones de Madrid    | Espagne     |
| Sissiboo Sizzler Flume Ride                              | Bûches                       | Arrow Dynamics           | Parc Upper Clements                | Canada      |
| Sillas voladoras                                         | Chaises volantes             | Zierer                   | Parque de Atracciones de Madrid    | Espagne     |
| Sky High Skyway                                          | Télécabine                   | Arrow Dynamics           | Sea World                          | Australie   |
| Splash Devenu Boomstammetjes en 2000.                    | Bûches                       | Mack Rides               | Meli Park                          | Belgique    |
| Splash Mountain                                          | Bûches                       | Walt Disney Imagineering | Disneyland                         | États-Unis  |
| Star Tours                                               | Cinéma dynamique             | Walt Disney Imagineering | Disney-MGM Studios                 | États-Unis  |
| Star Tours                                               | Cinéma dynamique             | Walt Disney Imagineering | Tokyo Disneyland                   | Japon       |
| Sturmschiff                                              | Bateau à bascule             | Huss Rides               | Holiday Park                       | Allemagne   |
| Tagada                                                   | Tagada                       | Far Fabbri               | Mirapolis                          | France      |
| Tanganyika Tidal Wave                                    | Shoot the Chute / Spillwater | Intamin                  | Busch Gardens Tampa                | États-Unis  |
| Tasses à café                                            | Tasses                       | Mack Rides               | Bellewaerde                        | Belgique    |
| The Condor                                               | Condor                       | Huss Rides               | The Great Escape                   | États-Unis  |
| The Great Movie Ride                                     | Parcours scénique            | Walt Disney Imagineering | Disney-MGM Studios                 | États-Unis  |
| Tidal Wave                                               | Shoot the Chute / Spillwater | Intamin                  | Six Flags Magic Mountain           | États-Unis  |
| Timberwolf Falls                                         | Shoot the Chute              | Hopkins Rides            | Canada's Wonderland                | Canada      |
| UFO                                                      | UFO                          | Huss Rides               | Mirapolis                          | France      |
| Wave Swinger                                             | Chaises volantes             | Zierer                   | Liseberg                           | Suède       |

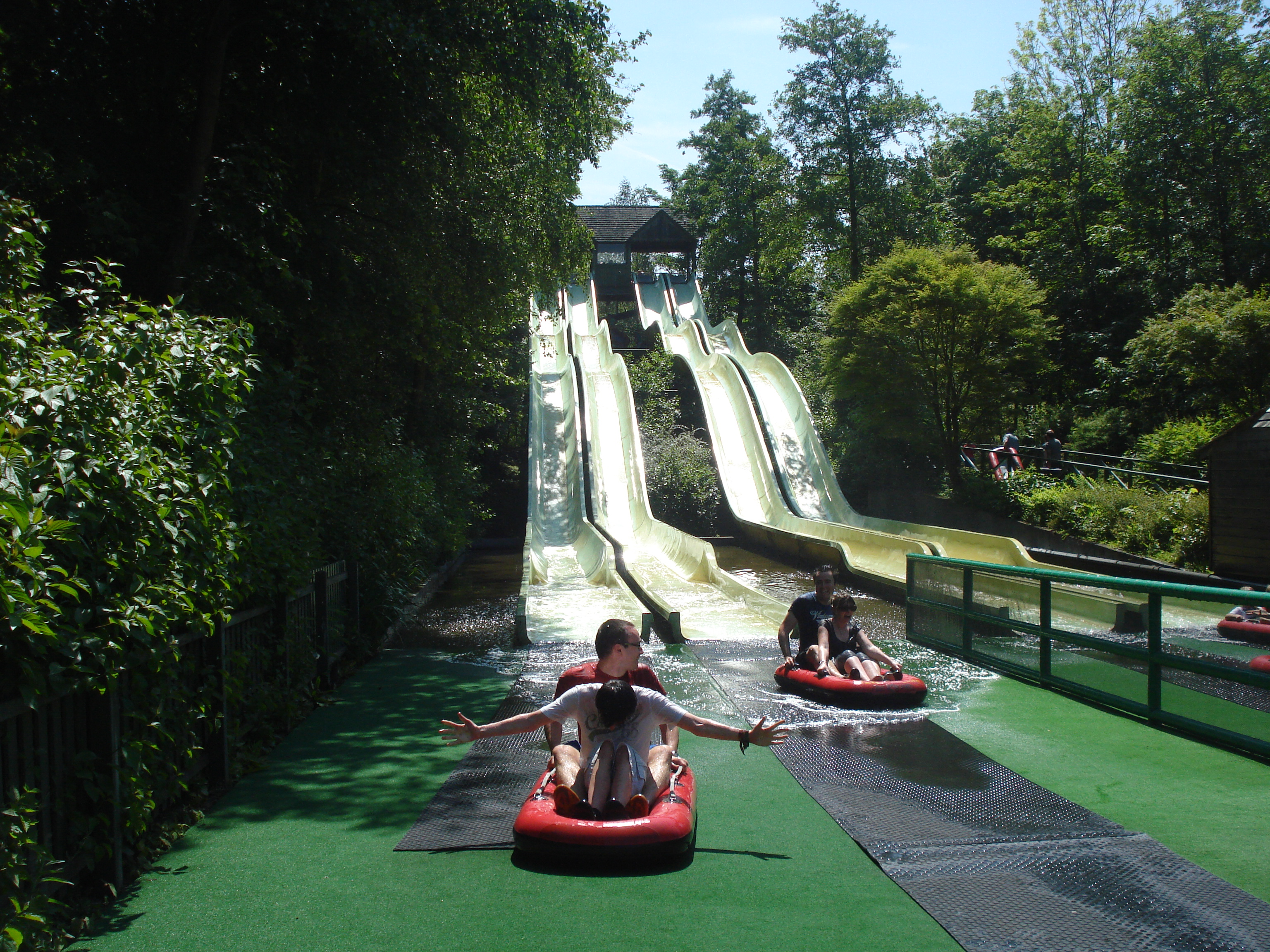
Big chute à Bellewaerde
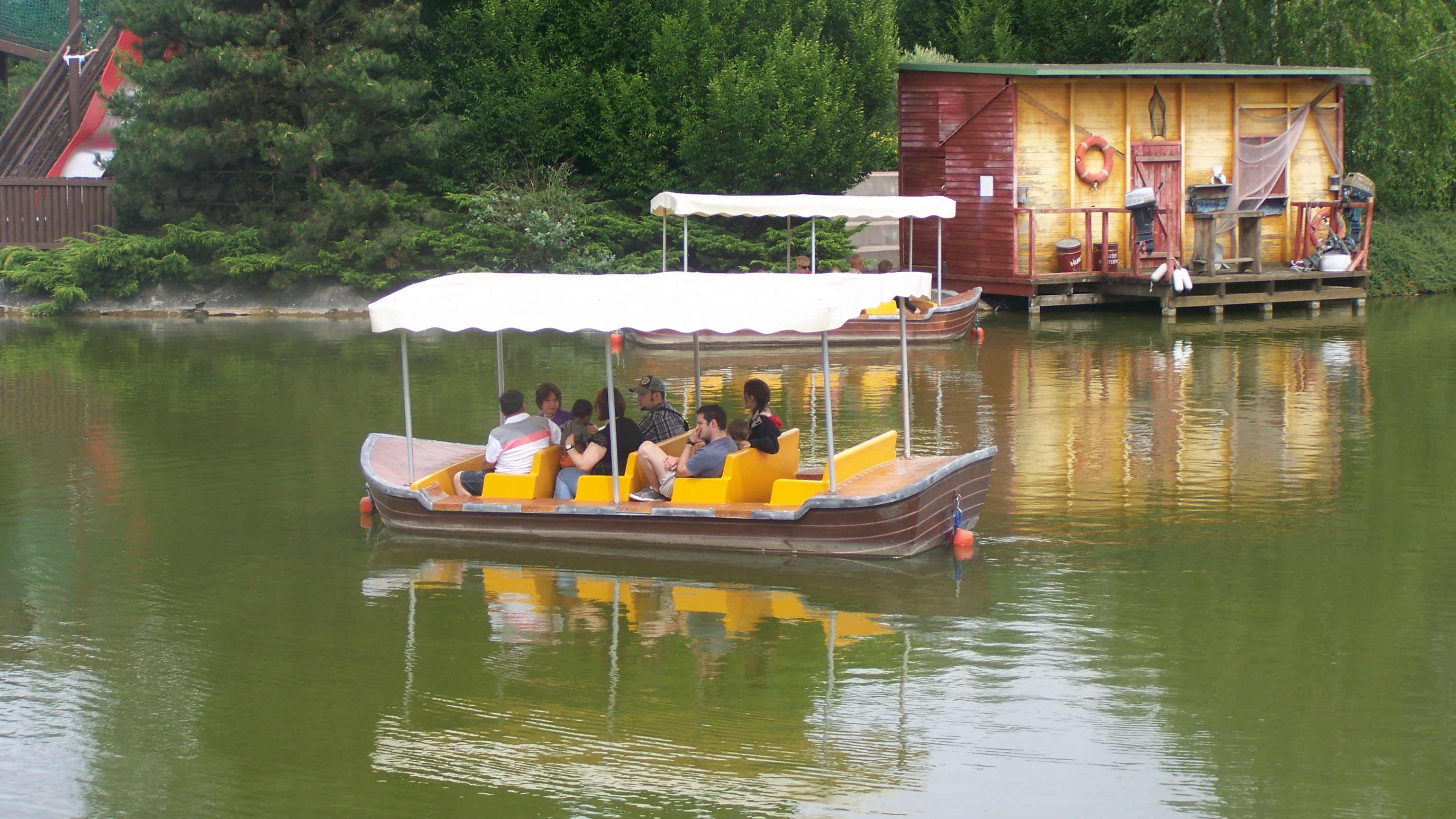
Embarcadère à Big Bang Schtroumpf
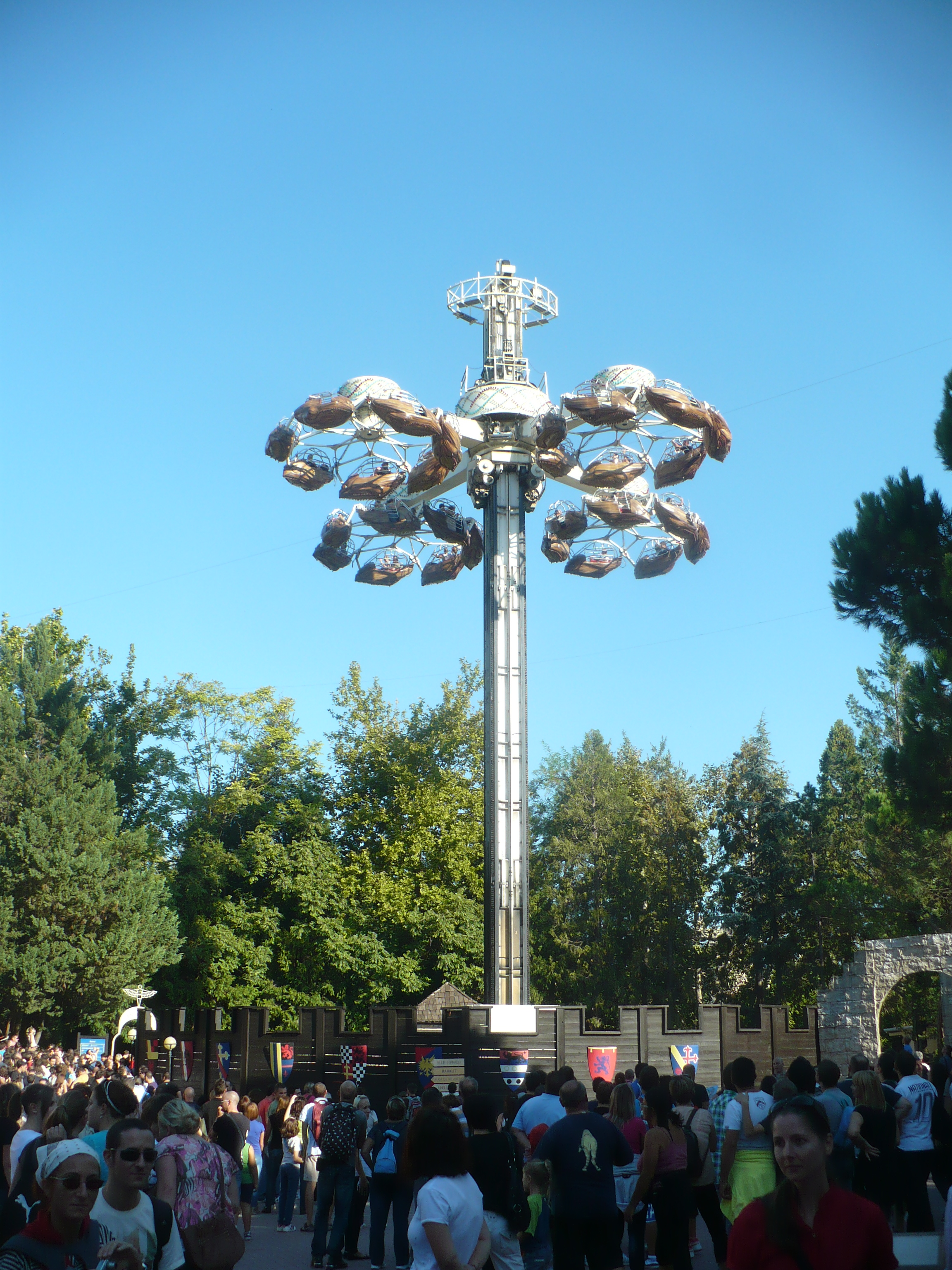
Ikarus à Gardaland
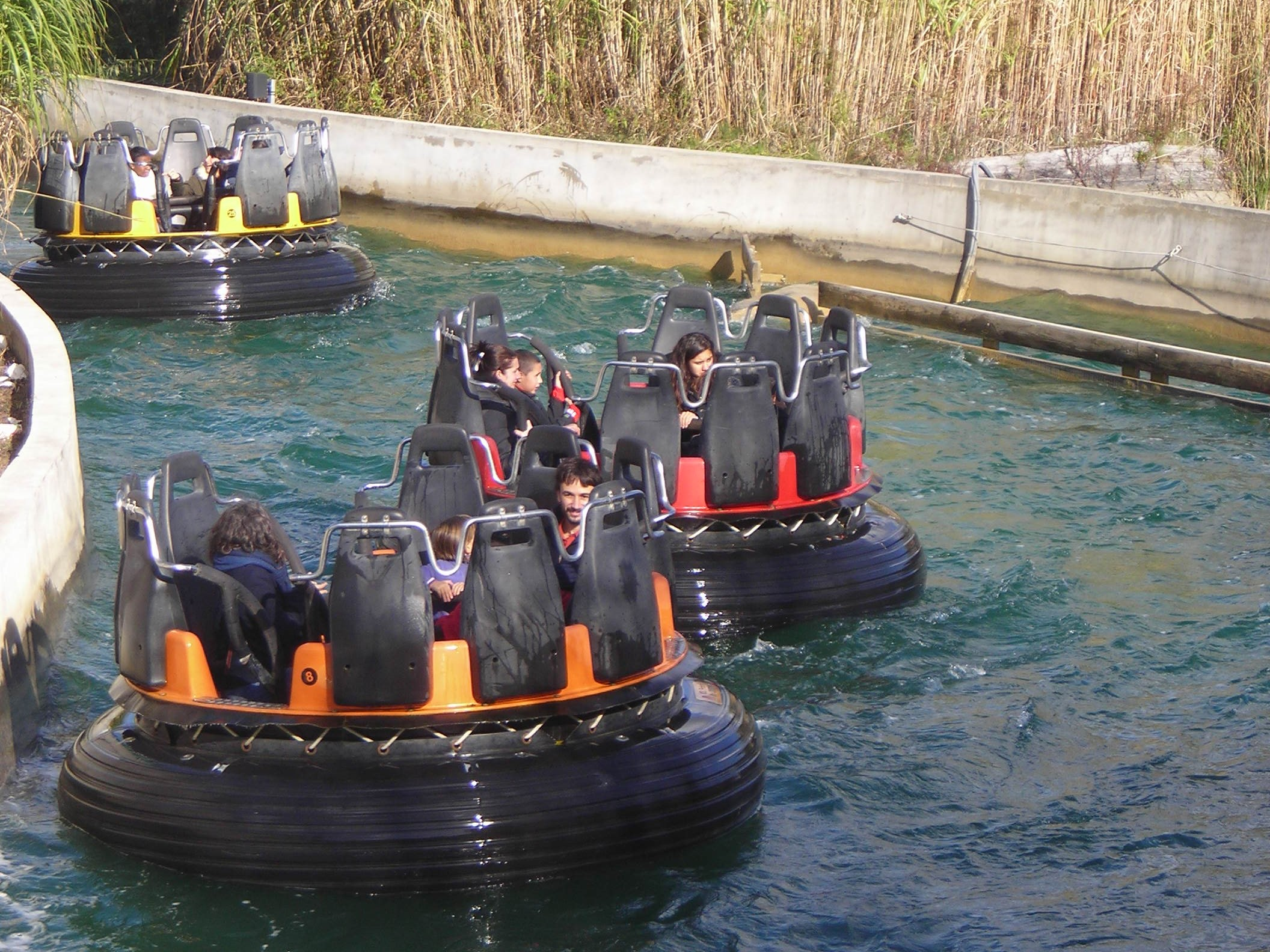
La Descente du Styx au parc Astérix
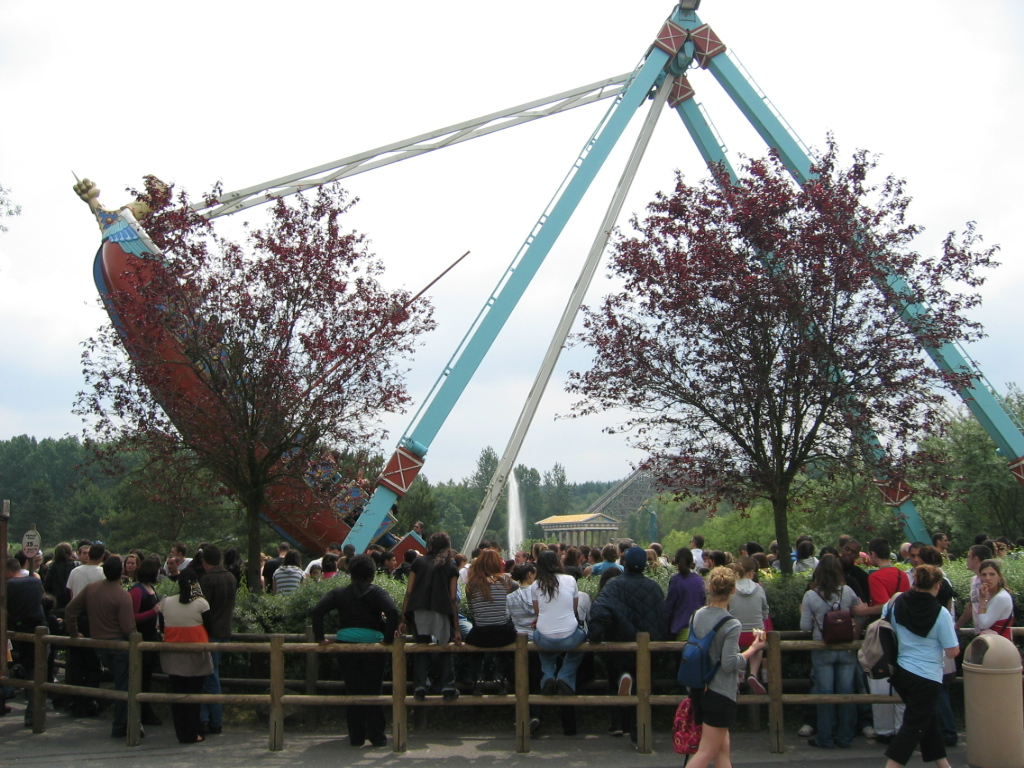
La Galère au parc Astérix
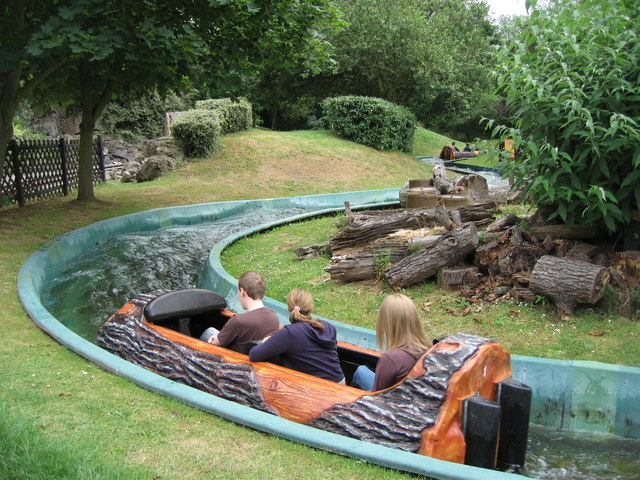
Logger's Leap à Thorpe Park
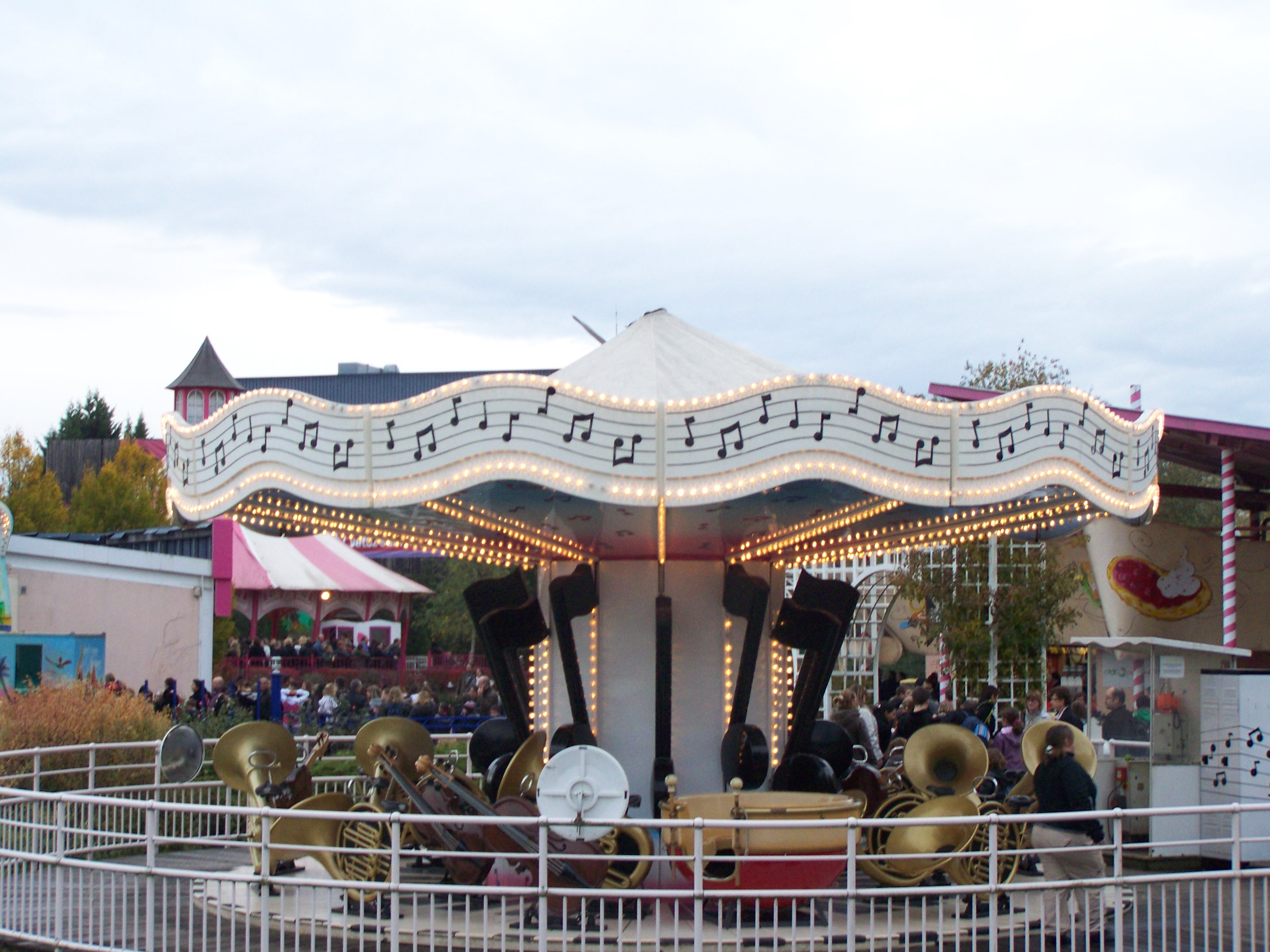
Maestro à Big Bang Schtroumpf
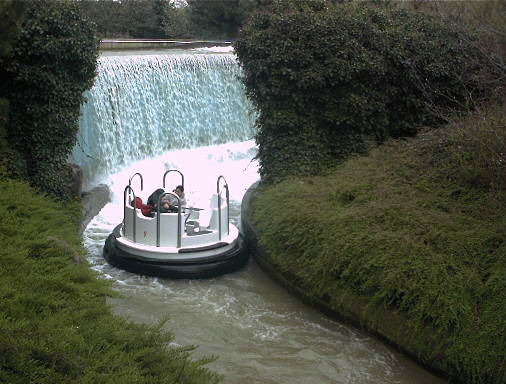
Odisséa à Big Bang Schtroumpf
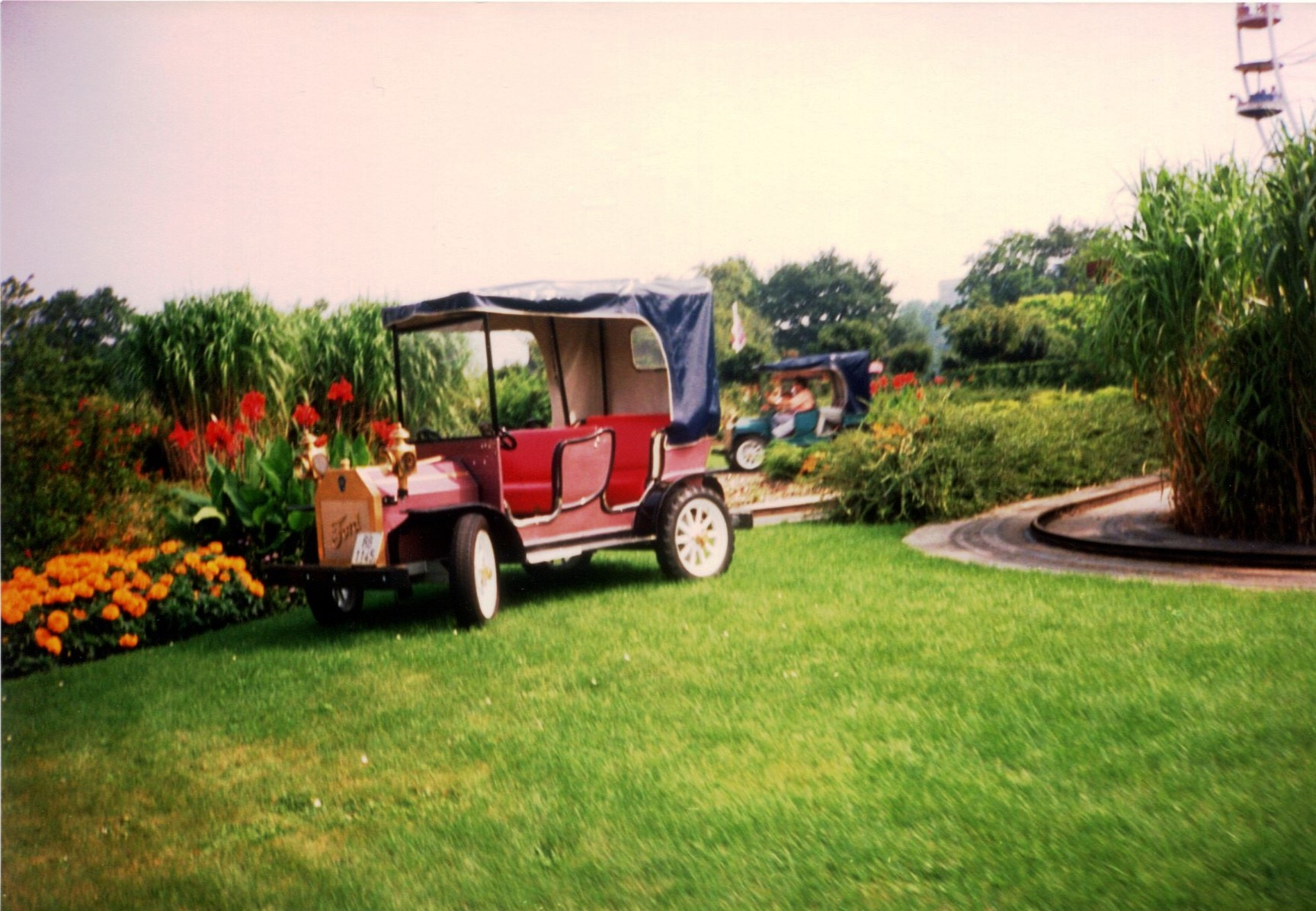
Old Timers à Boudewijnpark
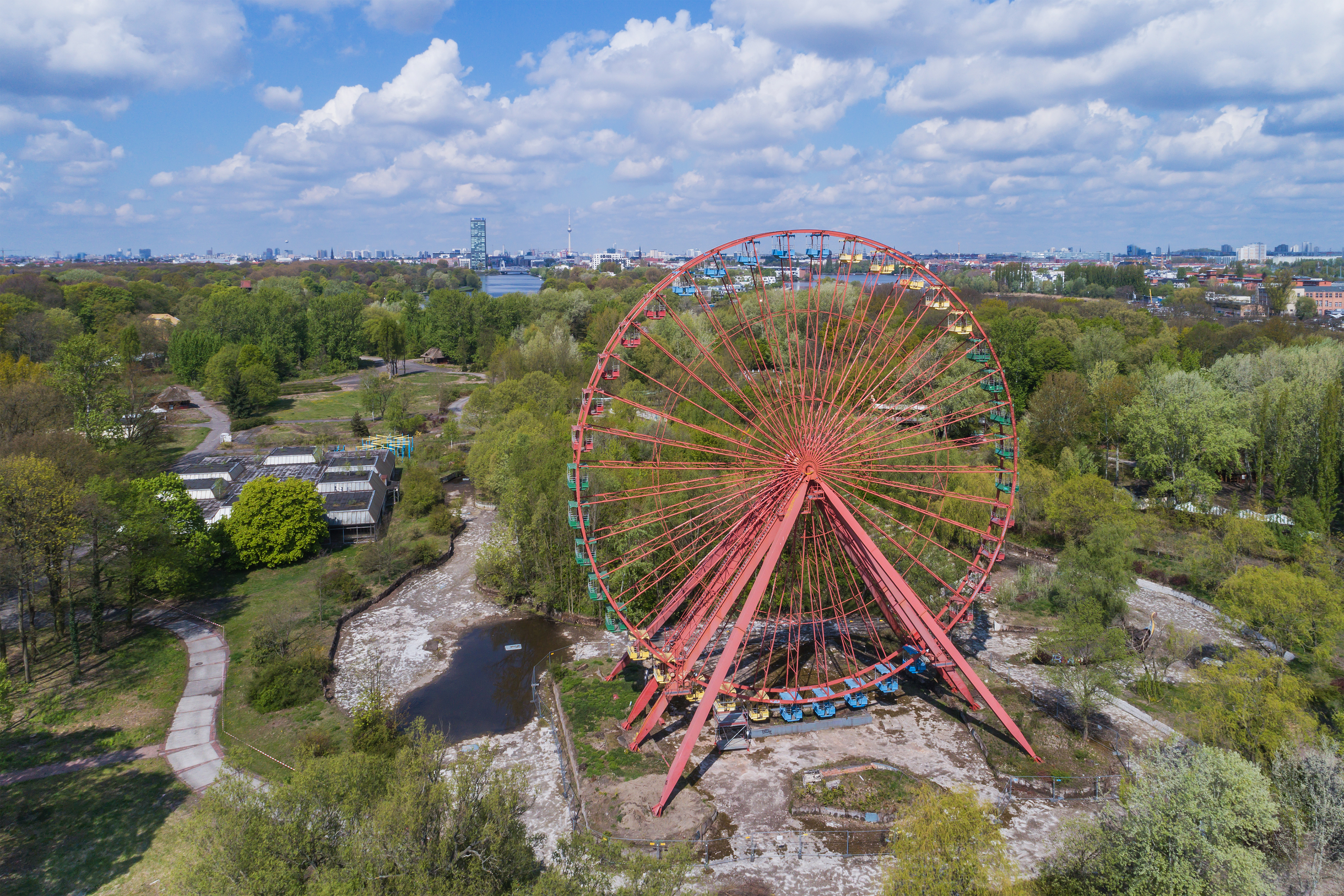
Riesenrad à Kulturpark Plänterwald
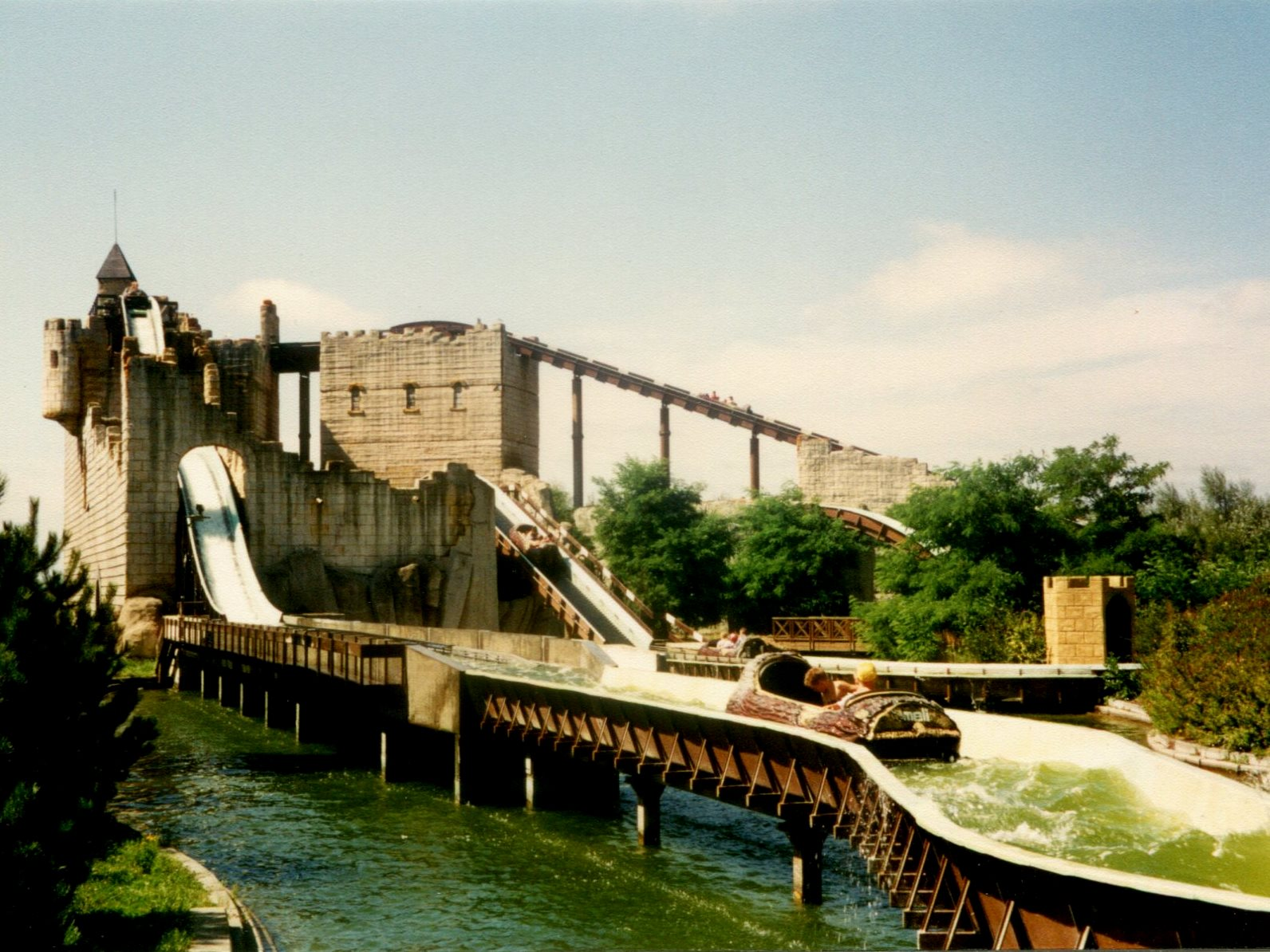
Splash à Meli Park
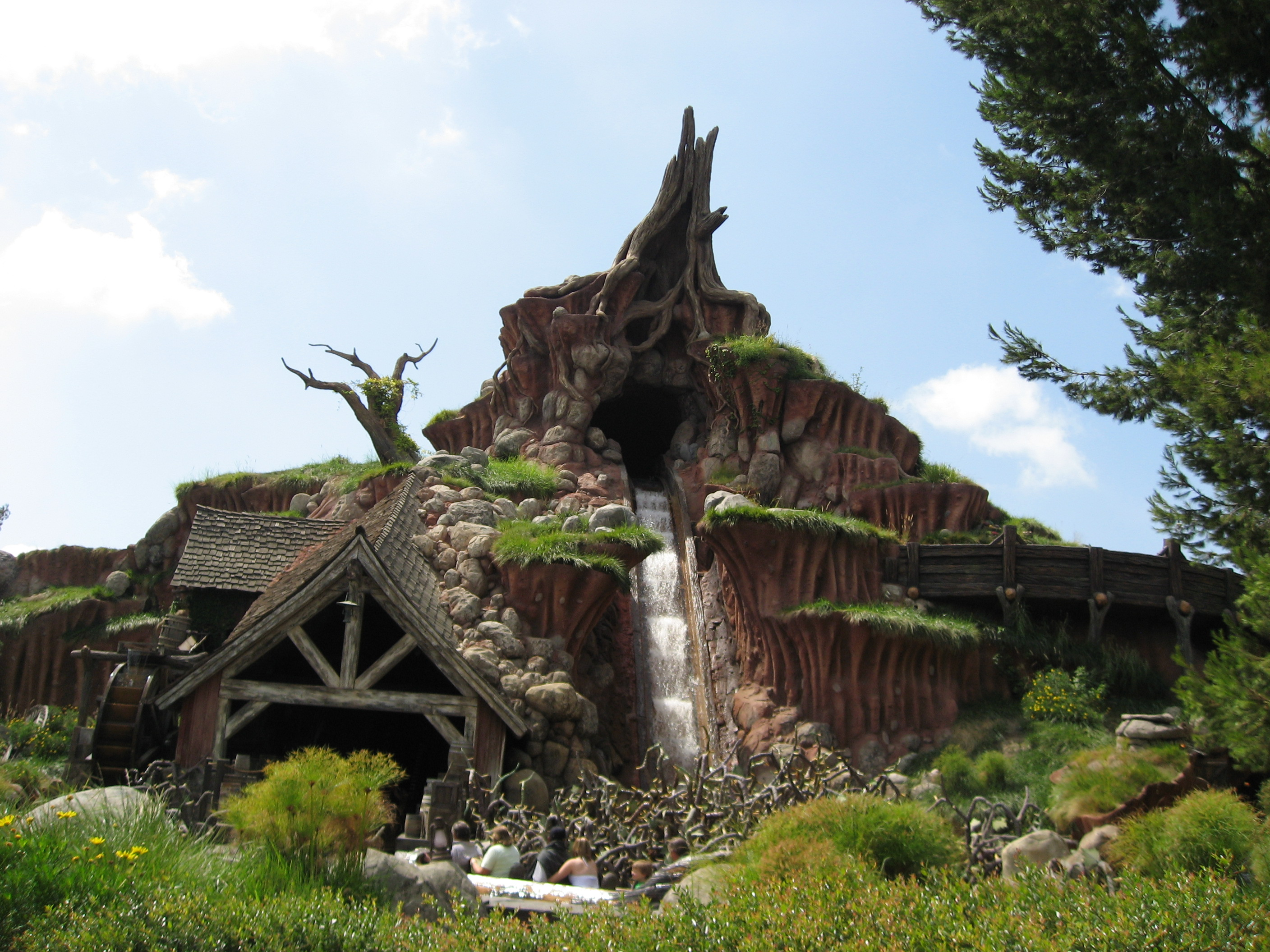
Splash Mountain à Disneyland
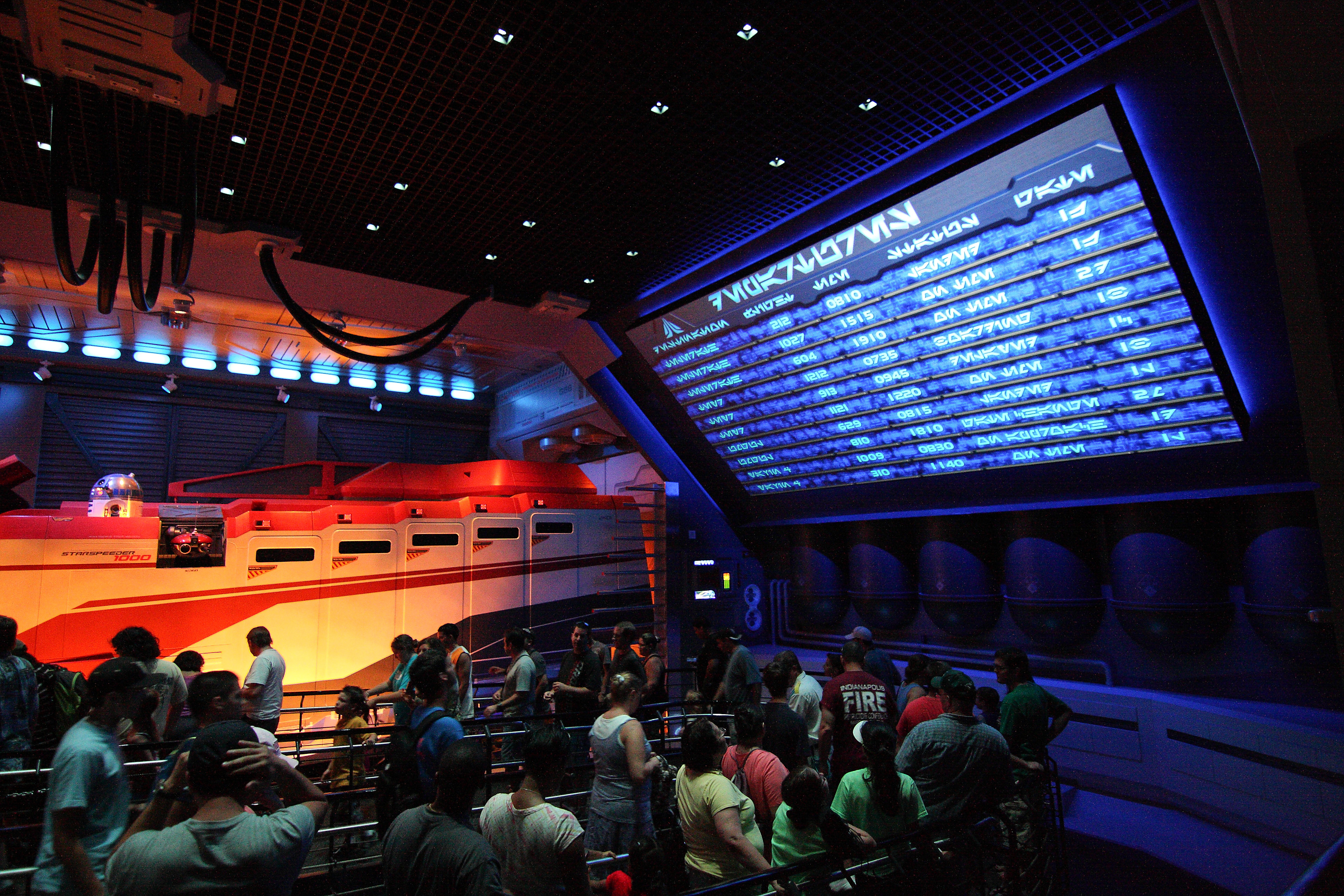
Star Tours à Disney-MGM Studios
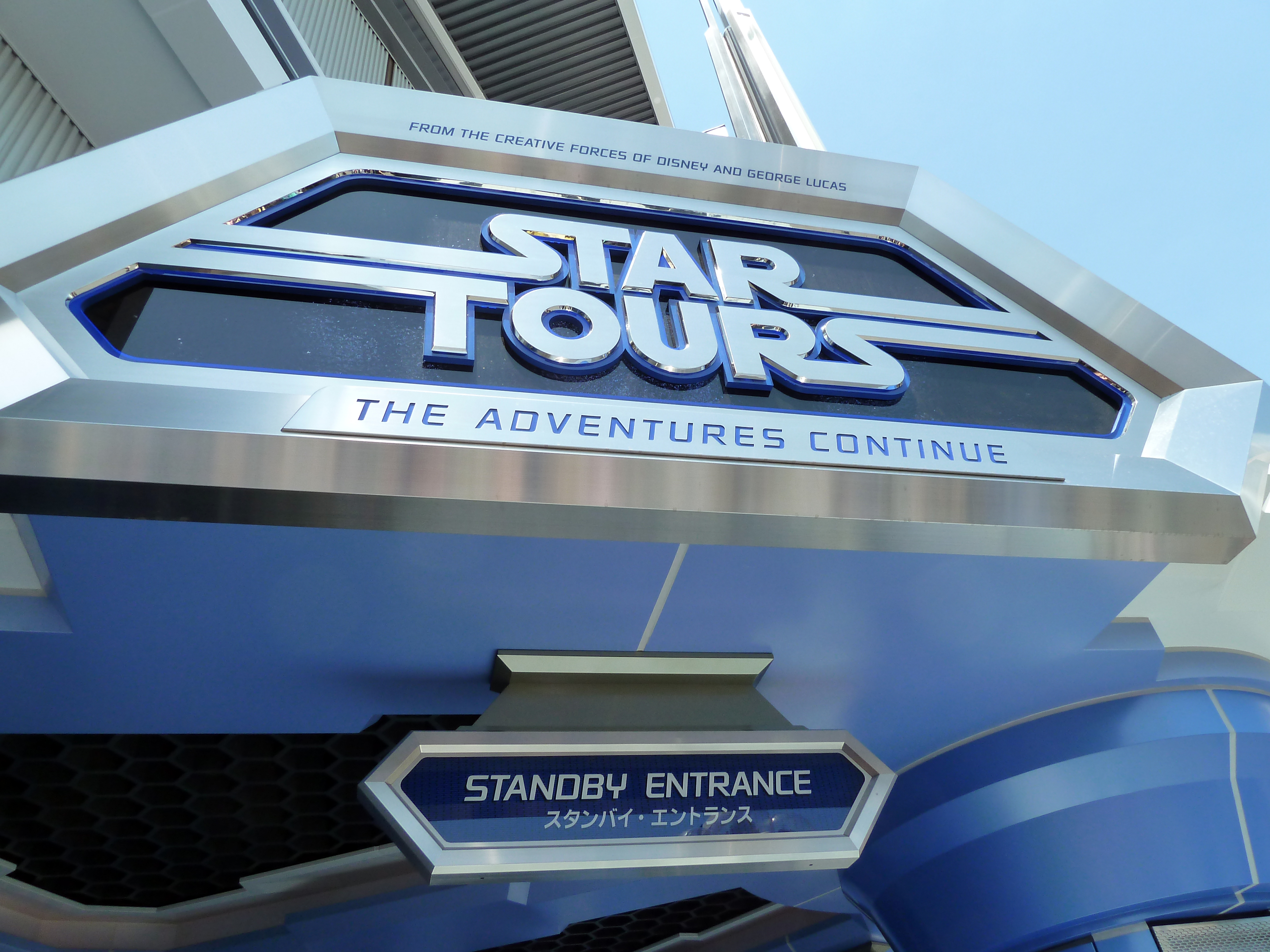
Star Tours à Tokyo Disneyland
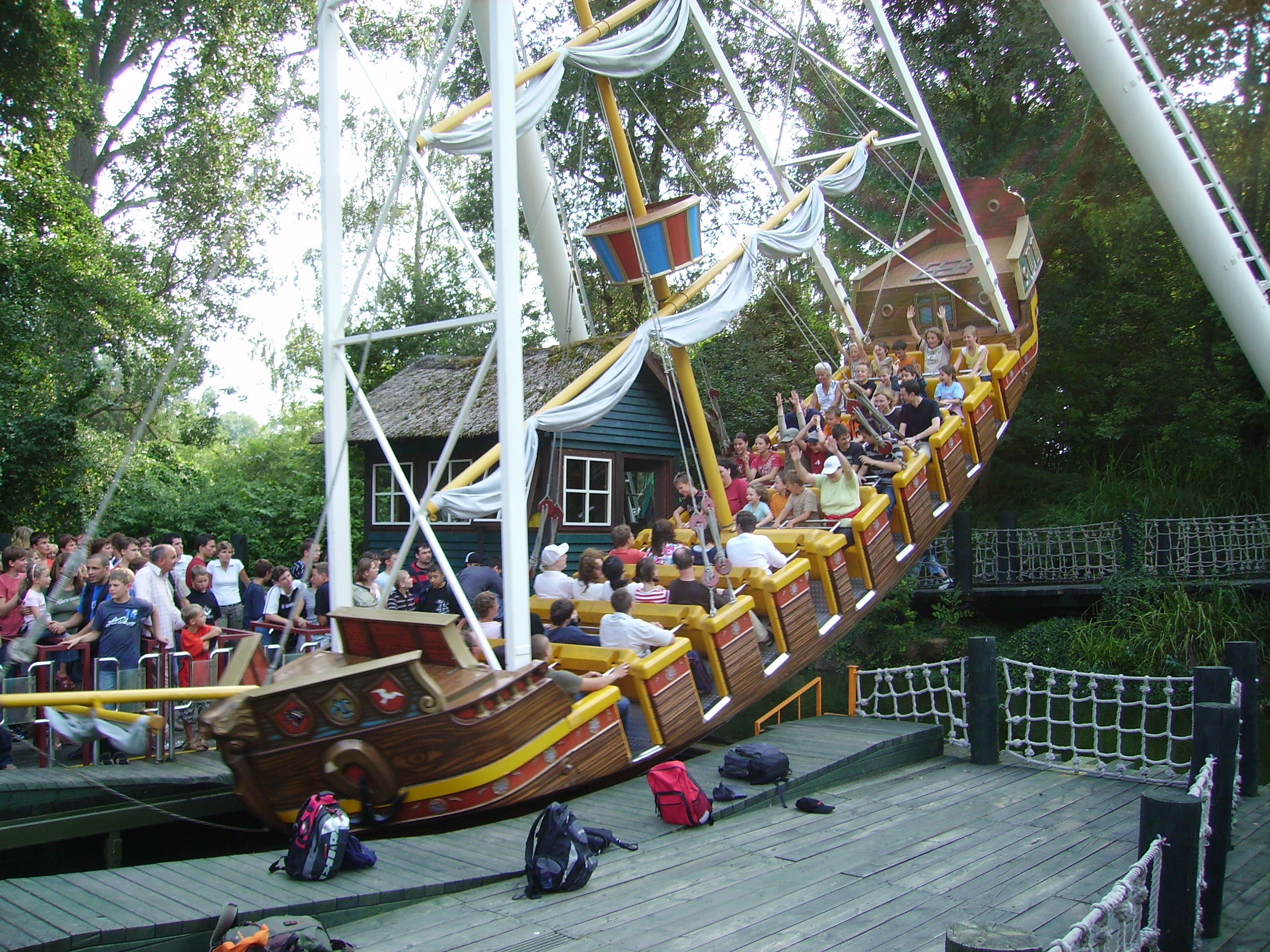
Sturmschiff à Holiday Park
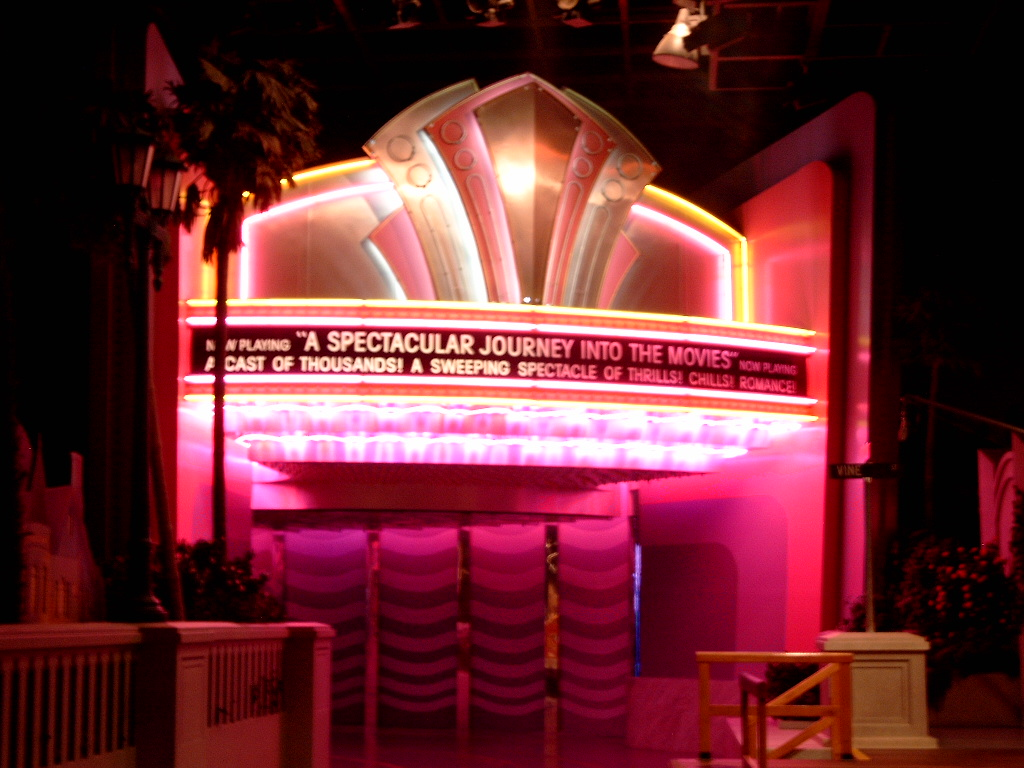
Salle d'embarquement de The Great Movie Ride à Disney-MGM Studios
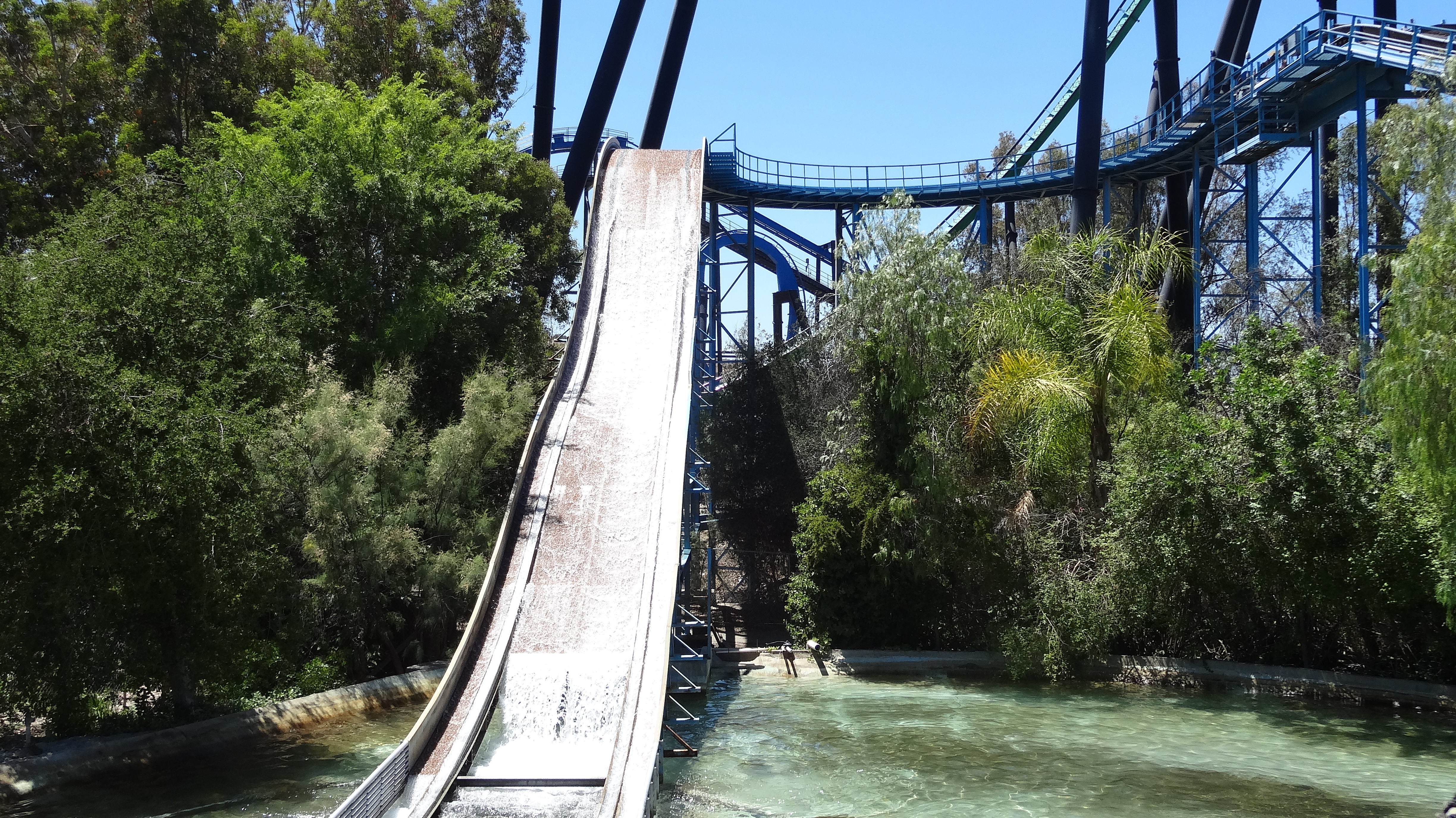
Tidal Wave à Six Flags Magic Mountain
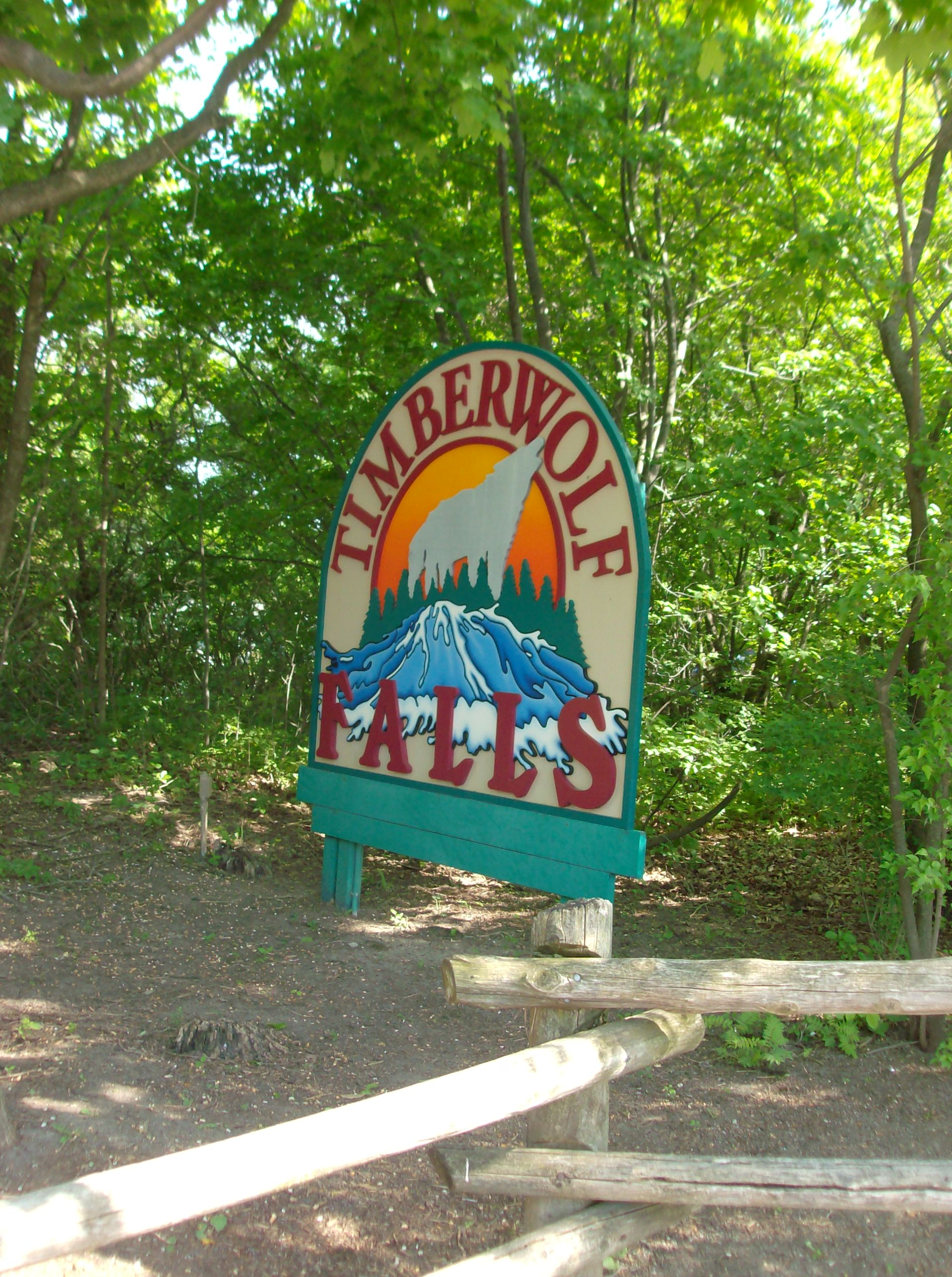
Enseigne de Timberwolf Falls à Canada's Wonderland
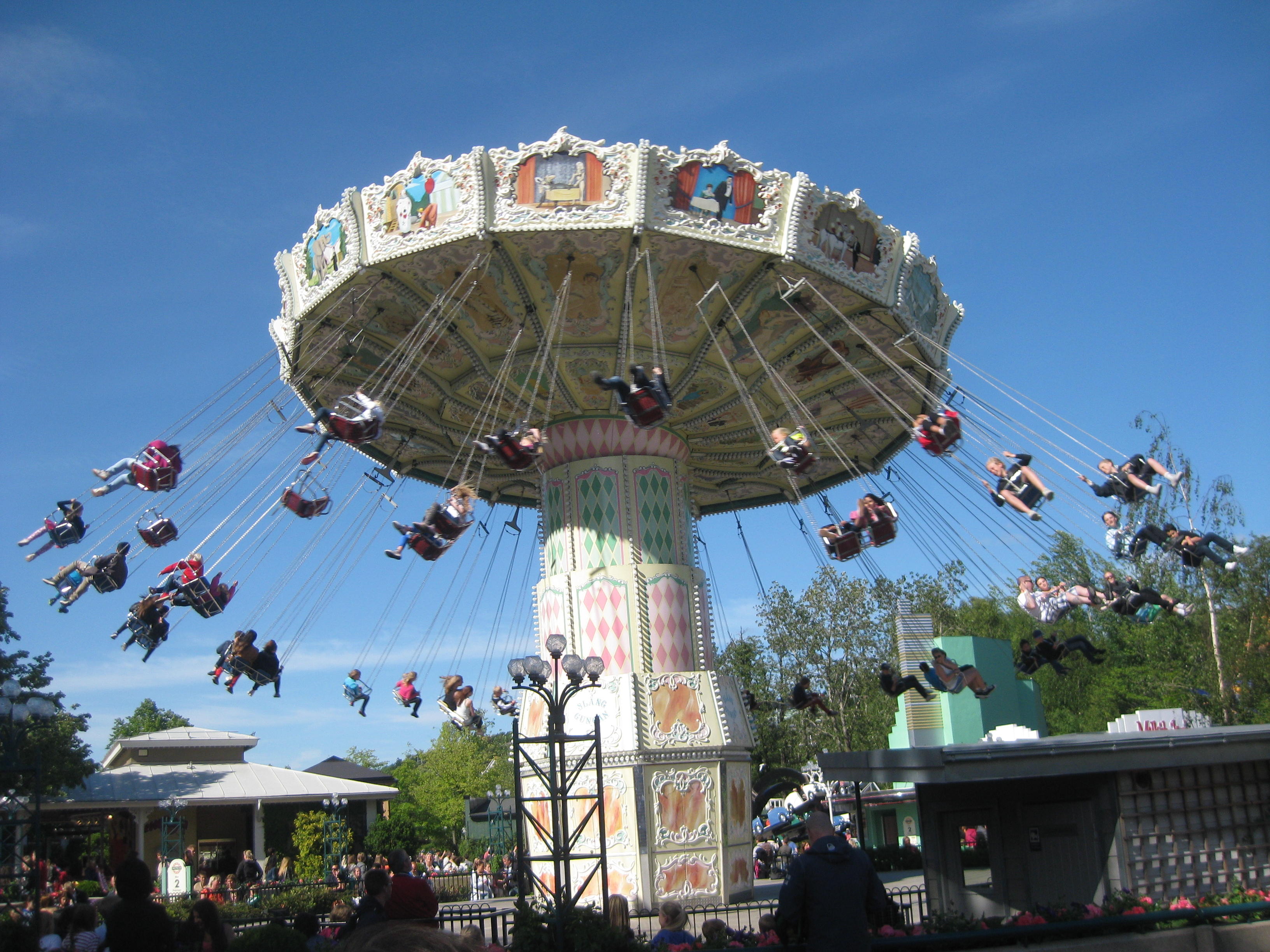
Wave Swinger à Liseberg